# Haçane ibne Ali
Haçane ibne Ali ibne Abi Talibe (em árabe: الحسن بن علي بن أبي طالب; romaniz.: al-Haçane ibn ‘Alī ibn Abī Tālib); (Medina,  [Ramadã 15, 3 AH] – Medina, 2 de abril de 670 [Sáfar 7 ou 28, 50 AH]) é uma figura importante no islamismo, filho de Fátima, a filha do Profeta Maomé, e do quarto califa ortodoxo do ponto de vista sunita (e primeiro imame do ponto de vista xiita), Ali. Haçane era membro do Ahl al-Bayt e do Ahl al-Kisa. Abu Maomé Haçane ibne Ali, conhecido como al-Mujtaba (o escolhido) é considerado pelos xiitas como tendo se tornado o Imam após a morte de Ali. Haçane foi criado na casa do próprio Profeta até a morte de seu avô em 632, quando Haçane tinha cerca de sete anos. Não pode haver dúvida de que o Profeta tinha um grande carinho por seus dois netos, Haçane e Huceine. A ele é atribuída a seguinte citação:
"Haçane e Huceine são os senhores da juventude do paraíso. Quem os ama, ama a mim; e quem os odeia, odeia a mim." 
A maioria dos companheiros do Profeta ainda vivos lembrava-se de como o Profeta costumava acariciar e beijar seus dois netos e como ele até interrompeu seu sermão em uma ocasião porque Haçane tropeçou e caiu. Juntamente com outros filhos de companheiros proeminentes, como Abedalá ibne Zobair e Abedalá ibne Omar, Haçane está listado entre os defensores do palácio de Otomão antes do assassinato deste último. Em 657, Haçane esteve presente na Batalha de Sifim, que foi travada na margem oeste do Eufrates entre a força de iraquianos de 'Ali e uma força de sírios liderada por Moáuia.
Quando seu pai, Ali, foi assassinado em Cufa, no ano de 661, Haçane contava 37 anos de idade. Sabe-se que muitos dos companheiros ainda vivos do Profeta Maomé — tanto os Ançar de Medina quanto os Muhajirun de Meca — integravam o exército de Ali naquele período. Portanto, é plausível concluir que esses companheiros estavam em Cufa no momento do assassinato de Ali e consentiram com a aclamação de Haçane como califa, poucos dias depois. Não há registro de oposição a essa sucessão, nem em Cufa, nem nas cidades sagradas de Meca e Medina. Entre os doze imames reverenciados pelos xiitas, Haçane é, sem dúvida, aquele que mais sofreu desdém por parte de historiadores ocidentais. Com frequência, foi alvo de ridicularização por ter abdicado do califado em favor de Moáuia sem oferecer resistência militar. Foi descrito por alguns como submisso à vontade da esposa, intelectualmente limitado, inábil e excessivamente apegado ao luxo. No entanto, tais crítica severas são veementemente rejeitadas pelos historiadores xiitas. Estes argumentam que a abdicação de Haçane não representou um gesto de fraqueza ou covardia, mas sim uma decisão fundamentada na prudência e na compaixão, tomada em prol da preservação da comunidade muçulmana e da prevenção de mais derramamento de sangue. Após o assassinato de Ali, o exército de Cufa congregou-se em torno de Haçane, preparando-se para enfrentar o avanço das forças sírias comandadas por Moáuia. No entanto, a disseminação de informações falsas por parte de Moáuia, aliada à atuação seus agentes secretos e ao uso extensivo de subornos, desestabilizou profundamente as fileiras cufanas, enfraquecendo a coesão e a moral das tropas. Diante desse cenário de desintegração progressiva, Haçane reconheceu que a abdicação era a única alternativa viável para evitar uma guerra civil devastadora. Sua decisão, longe de representar fraqueza, demonstrou sensatez e compromisso com a preservação da vida e da unidade da comunidade muçulmana. Na correspondência trocada entre Moáuia e Haçane que antecedeu à abdicação, observa-se que Moáuia deliberadamente ignorou as objeções levantadas por Haçane quanto à sua falta de precedência no Islã — lembrando que Moáuia era filho de um dos mais notórios opositores da fé nos seus primórdios. Em vez de refutar essas críticas, Moáuia argumentou que a situação atual entre ele e Haçane era análoga àquela vivida entre Abacar e 'Ali após a morte do Profeta. Defendeu que sua força militar, experiência políticas e idade avançada justificavam sua ascensão, superando a legitimidade religiosa de Haçane. Em outras palavras, como apontam diversos historiadores xiitas, esse episódio simboliza uma inflexão histórica, em que o poder político passou a se sobrepor às credenciais espirituais e religiosas como critério para a liderança da comunidade islâmica.
Os cufanos, com sua hesitação, desunião e falta de firmeza, causaram profunda decepção a Haçane — assim como já haviam desapontado seu pai Ali, e como iriam fazer com seu irmão Huceine cerca de doze anos mais tarde. Parte do exército de Cufa rebelou-se contra Haçane, outra parte desertou para o lado sírio, e o restante simplesmente dispersou.Em um episódio particularmente humilhante, Até a tenda pessoal de Haçane foi saqueada, e ele próprio chegou a ser ferido. Diante de tamanha deslealdade e isolamento, não é surpreendente que Haçane tenha concluído não haver alternativa viável senão abdicar do califado.
Moáuia necessitava da abdicação formal de Haçane para conferir uma aparência de legitimidade à sua ascensão ao poder; uma vez que uma simples vitória militar não bastaria para justificar plenamente sua autoridade. Por isso, mostrou-se disposto a oferecer condições generosos: garantiu anistia geral para aos seguidores de Haçane, concedeu-lhe uma significativa compensação financeira e, segundo alguns relatos, comprometeu-se ainda com a promessa de que o califado reverteria a Haçane após sua própria morte. Na prática,qualquer tentativa de revolta contra Moáuiateria sido inútil, dado o controle sólido que ele já exercia sobre o Império. Ademais, Haçane havia dado a sua palavra e firmado um acordo — um compromisso que ele, com honra e responsabilidade, decidiu respeitar. Haçane faleceu no ano de 49 da Hégira (669 d.C.), aos 46 anos de idade. De acordo com os historiadores xiitas — e confirmado por algumas fontes sunitas — sua morte teria ocorrido por envenenamento, supostamente perpetrado por sua esposa, a mando de Moáuia. Tal ato, caso verdadeiro, serviria perfeitamente aos interesses políticos de Moáuia, pois eliminaria o principal obstáculo ao seu objetivo de assegurar a  sucessão de seu filho, Iázide. Haçane foi sepultado em Medina, no cemitério de al-Baqi. Seu túmulo tornou-se um local de peregrinação, reverenciado pelos xiitas, Posteriormente, foi erguida sobre ele uma cúpula majestosa, considerada uma das mais altas do cemitério. No entanto, essa estrutura foi destruída em duas ocasiões —primeiro em 1806 e novamente em 1927—  por seguidores do movimento uahabita.
Os muçulmanos xiitas atribuem a responsabilidade pela morte de Haçane a Moáuia, considerando-o o principal instigador do envenenamento. Haçane foi elevado ao estatuto de mártir (xaíde) e é amplamente reverenciado com o título al-Mujtaba (“o Escolhido”), Após a morte de seu pai, Ali, em 661, Haçane foi reconhecido pelos xiitas como o segundo imã da linhagem do Imamato. Com seu morte, a liderança espiritual  da casa de Ali foi transferida para seu irmão mais novo, al-Huceine.

## linhagem, Nome e apelidos

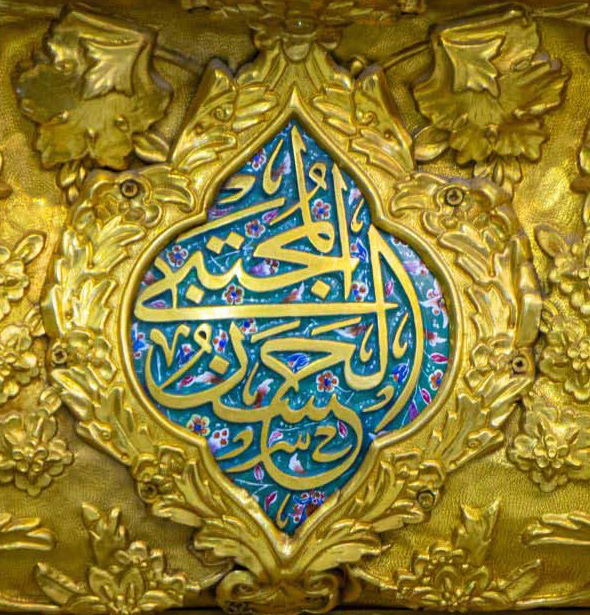
Tipografia de Haçane Mujtaba no santuário de Hussein bin Ali em Karbala

Recriação da caligrafia árabe "Haçane as-Sibt" inscrita na Masjid an-Nabawi.

#### linhagem
Haçane era filho de Ali bin Abi Talib — primo do Profeta do Islã — e de Fatima Zahra, filha do próprio Profeta. Ambos pertenciam a família dos Bani Hashim, um dos clãs mais proeminentes tribo dos Quraysh em Meca.  A família formada a partir deste casamento foi repetidamente elogiada tanto pelo Alcorão quanto pelo Profeta do Islã, sendo destacada em episódios significativos como o evento de Mubahala e o hadith de Ahl al-Kisa (o Povo do Manto) . A base corânica para a reverência à família do Profeta encontra-se no versículo 33:33 do Alcorão:
E Deus deseja apenas remover de vós a impureza , ó Povo da Casa (Ahl al-Bayt) e purificar-vos plenamente.
De acordo com estudiosos xiitas — e também reconhecido por alguns estudiosos sunitas —  esse versículo foi revelado especificamente em referência a Ali, Fátima, al-Haçane e al-Husain. Esta família é, portanto, identificada como o verdadeiro Ahl al-Bayt (Povo da Casa) no contexto islâmico.  O Alcorão confere ao Ahl al-Bayt do Profeta uma posição de distinção e elevação acima dos demais fiéis, reconhecendo sua pureza e proximidade espiritual com a mensagem divina. 

#### Nome e apelidos
Haçane, filho primogênito de Ali e Fátima e neto do profeta islâmico Maomé recebeu seu nome diretamente do avô. Embora Ali tivesse outras sugestões, foi o Profeta quem escolheu o nome de seu neto. No livro Tarikh al-Khamis, é relatado que o anjo Gabriel, portador da revelação, desceu até o Profeta Maomé e lhe transmitiu a seguinte mensagem de Deus: “Ali ocupa, em relação a você, a mesma posição que Harun (Aarão) ocupava em relação a a Musa (Moisés), exceto que não haverá profeta depois de você.” Em seguida, Gabriel acrescentou: “Dê a este seu neto o nome do filho de Harun." O Profeta então perguntou: “Qual era o nome do filho de Harun, ó Gabriel?” Gabriel respondeu “Shibr” Ao que o Profeta observou: "Minha língua é o árabe." Gabriel, então, explicou “Chame-o de Haçane.” Consequentemente, o Profeta nomeou seu neto com esse nome. Relato semelhante encontra-se também na obra A'yan al-Shi'a, de al-Amili. Foi mencionado que o nome al-Haçane não era conhecido no período pré-islâmico.  Haçane é um substantivo que, em árabe, designa aquilo que é bom, virtuoso ou belo. Por seu significado positivo e por estar associado ao neto do Profeta Maomé, o nome tornou-se amplamente utilizado entre os muçulmanos ao longo da história. 
O Profeta atribuiu a Haçane o kunya de Abu Muhammad, sendo este o único kunya que ele recebeu ao longo da vida.  Al-Haçane foi amplamente conhecido por diversos epítetos que refletiam seu caráter e posição espiritual. Entre os mais comuns estavam al-Mujtaba (“o Escolhido”), al-Sayyid (“o Mestre”) e al-Zaki (“o Puro”). Ele e seu irmão al-Huceine também foram frequentemente referidos por títulos honoríficos como Sayyid Shabab Ahl al-Janna (“o Mestre dos Jovens do Paraíso”), Rayhanat Nabi Allah (“A Flor do Profeta de Deus”), e al-Sibt (“o neto”). Segundo um hadith do Profeta Muhammad, “Al-Haçane é um Sibt dentre os Asbat” [descendentes piedosos ou netos].” 

## Primeiros anos

### Nascimento
Haçane nasceu em Medina em 2/624 ou em 3/625 do calendário islâmico, durante os meses de Ramadã ou Xabã.  No entanto, a maioria das fontes tradicionais concorda que seu nascimento ocorreu em 15 do Ramadã do ano 3 da Hégira, correspondente a 2 de março de 625. Foi criado na casa do Profeta Muhammad até aproximadamente os sete anos de idade, quando seu avô faleceu.  Haçane foi o primogênito de Ali e Fátima. logo após seu nascimento, O Profeta o tomou nos braços, recitou o Azan em seu ouvido direito e Iqama no esquerdo. Em seguida, realizou o sacrifício de uma ovelha (‘aqiqa), cortou-lhe os cabelos e doou, em prata, o equivalente ao peso dos fios - ligeiramente mais que um dirrã - aos pobres. O Profeta também perfumou sua cabeça, estabelecendo assim práticas que se tornariam tradição entre os muçulmanos. Ele nomeou o recém-nascido como Haçane, um nome inédito entre os árabes do período pré-islâmico (Jahiliya). 

### Vida de Maomé
Diversos relatos retratam o profundo amor e afeição do Profeta Maomé por seus netos, sentimentos que ele expressava publicamente sem reservas. Ele é frequentemente descrito carregando Haçane nos ombros, sentando-o nos joelhos, beijando-lhe o abdômen, permitindo que andasse sobre suas costas durante a oração e interrompendo um sermão para acolhê-lo no púlpito quando Haçane se aproximava. Uma de suas declarações mais conhecidas afirmava que Haçane e Huceine seriam "os senhores da juventude do Paraíso (sayyedā šabāb ahl al-janna). Em outra ocasião, o Profeta previu que Haçane seria  responsável por reconciliar dois grupos em conflito dentro da comunidade muçulmana. Em um dito amplamente citado, Maomé segurou a mão de Haçane e Huceine e declarou: "Aquele que me ama e ama estes dois e ama sua mãe e seu pai, estará comigo em meu lugar no Dia da Ressurreição." Haçane era frequentemente descrito como o neto que mais se assemelhava fisicamente ao Profeta. 

#### Mubahala

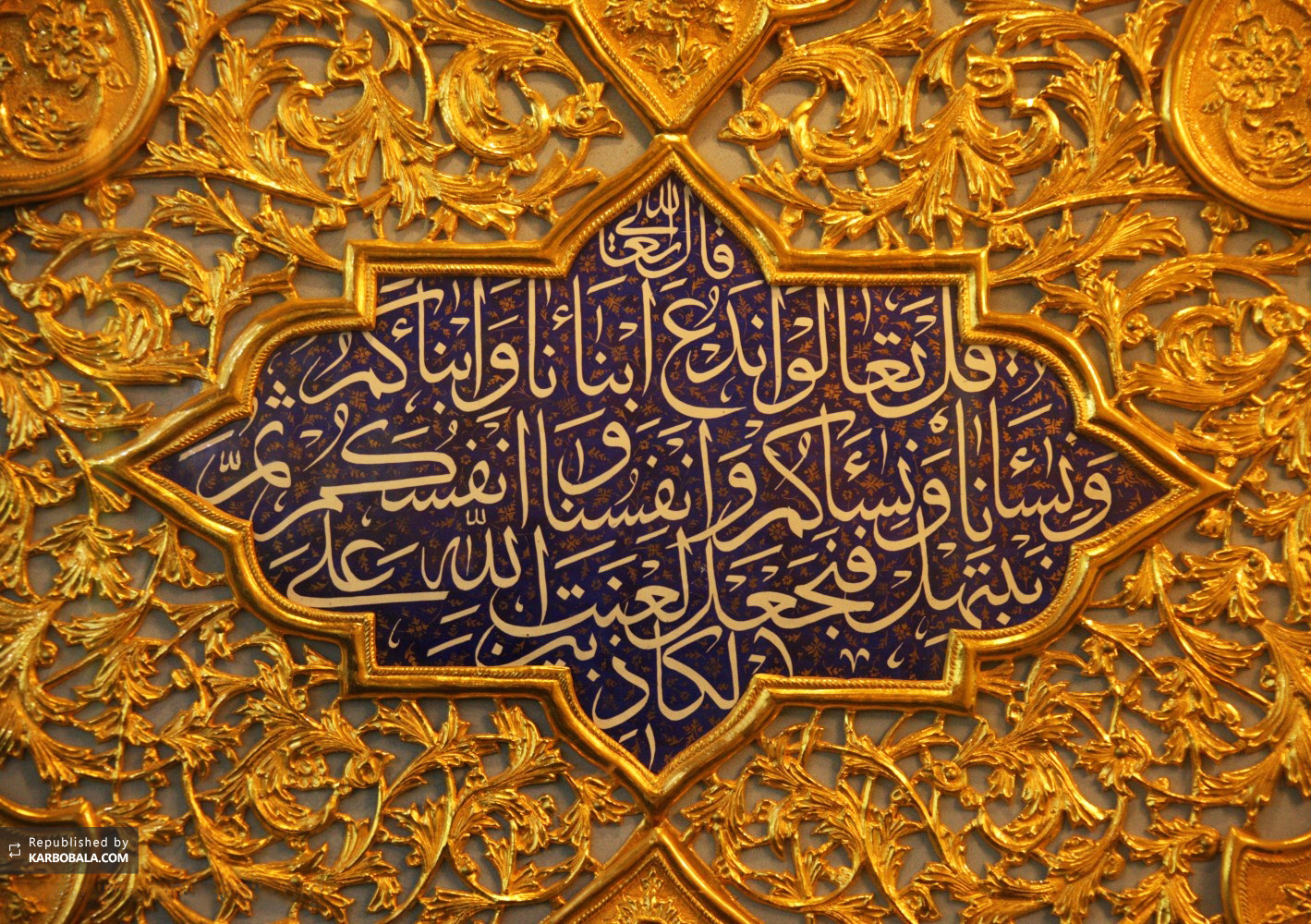
O texto do verso Mubahala em uma inscrição no santuário do Imam Hussain

Um dos episódios políticos marcantes da infância de Haçane al-Mujtaba foi o evento de Mubahala. no nono ano da Hégira, o Profeta Maomé enviou diversas cartas aos governantes das regiões vizinhas, convocando-os a aceitarem o Islã. Uma dessas missivas foi dirigida à comunidade cristã da cidade de Najran, situada ao sul da Península Arábica, na rota entre Medina e o Iémen, Diante da proposta, os líderes de Najran reuniram-se para avaliar sua resposta. Durante as deliberações, alguma apontaram que, de acordo com as profecias de Jesus, um Consolador (Paráclito) viria após ele e seu filho dominaria a Terra. A princípio, os notáveis da cidade duvidaram que essa figura pudesse ser Maomé, já que ele não possuía filhos sobreviventes. Para esclarecer a questão, consultaram al-Jami' um reunia os ensinamentos e tradições de todos dos profetas anteriores. Neste livro, encontraram um relato sobre Adão, que teria visto uma luz cercada por quatro outras luzes. Deus então lhe revelou que essas luzes representavam cinco de seus descendentes escolhidos. Tradições semelhantes foram identificadas também nos registros atribuídos a Abraão, Moisés e Jesus. Diante dessas evidências, os líderes de Najran decidiram enviar uma delegação a Medina para investigar pessoalmente a autenticidade da missão profética de Maomé. Após intensos debates teológicos, foi proposto que se realizasse a prática de Mubahala — ou seja, a invocação da maldição divina sobre a parte mentirosa, conforme orientado no versículo 61 da sura 3 do Alcorão: 
“Aqueles que discutem contigo a respeito de Jesus, depois do conhecimento que te veio, dize-lhes: Vinde, chamemos nossos filhos e os vossos filhos, nossas mulheres e as vossas mulheres, a nós mesmos e a vós mesmos; e então supliquemos fervorosamente, invocando a maldição de Deus sobre os mentirosos.” (Alcorão 3:61)
No dia marcado, os habitantes de Medina reuniram-se para assistir ao acontecimento. Para surpresa dos presentes, o Profeta compareceu ao local da Mubahala acompanhado apenas de sua filha Fátima, seu genro Ali e seus dois netos, Haçane e Huceine. Os quatro reuniram-se sob seu manto, e juntos formaram o grupo identificado como Ahl al-Kisa' (“o povo do manto”). Os cristãos perguntaram a Maomé por que ele não trouxera os líderes de sua religião e Maomé respondeu que Deus havia ordenado isso. Diante dessa cena e ao recordar o conteúdo do al-Jami, os representantes cristãos reconheceram os sinais das profecias que haviam estudado e, temendo as consequências espirituais de prosseguir com a invocação, decidiram não participar da Mubahala. Em vez disso, optaram por fazer um acordo com o Profeta, aceitando pagar o jizya (tributo) e viver sob proteção islâmica, mantendo sua fé. A partir deste episódio, o título de Ahl al-Kisa passou a ser reservado exclusivamente para o Profeta Maomé, Ali, Fátima, Haçane e Huceine— considerados, especialmente pelos muçulmanos xiitas, como os membros mais puros e espiritualmente elevados da casa profética (Ahl al-Bayt). 

### Morte de Maomé e Fátima (632)

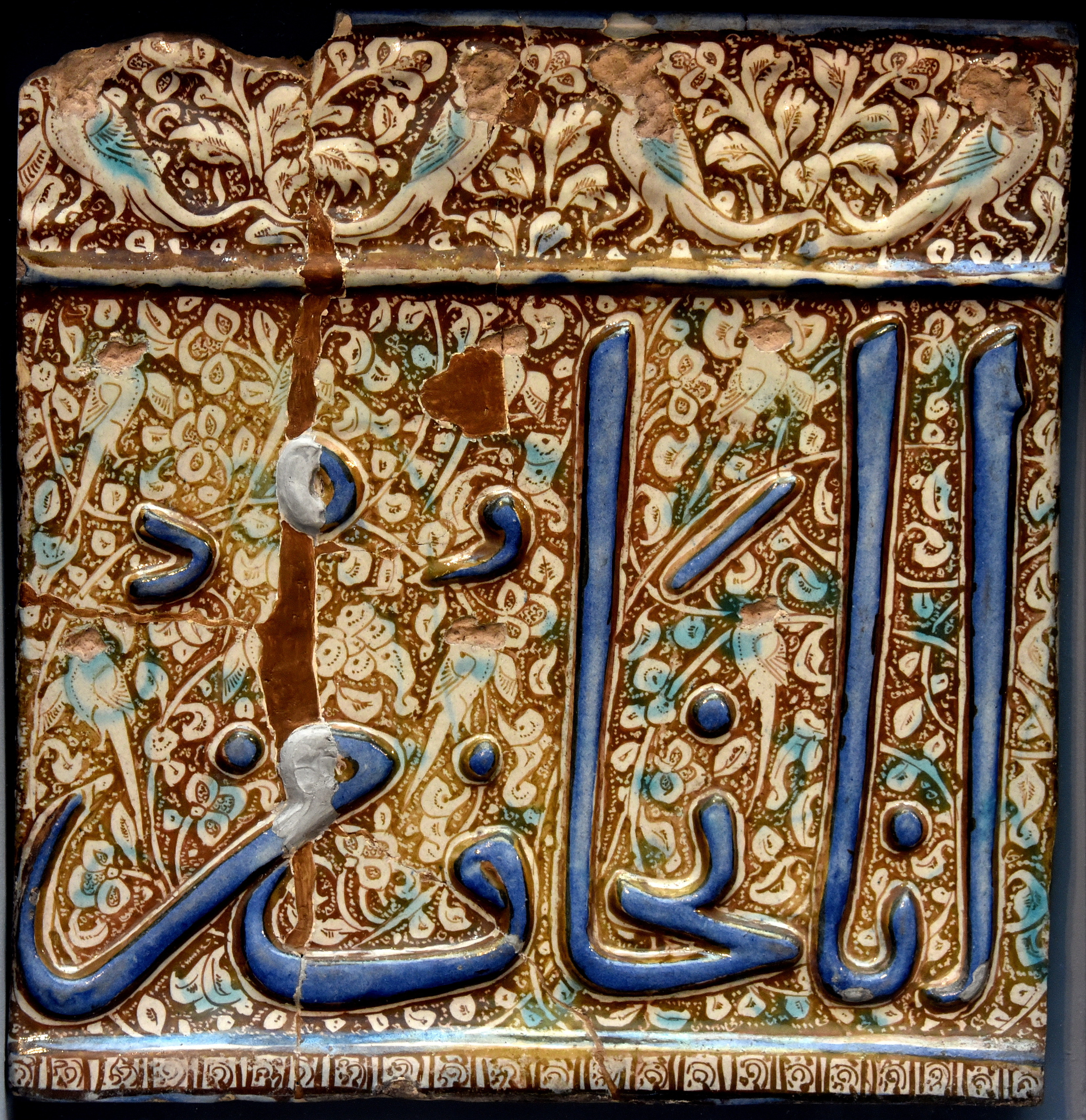
Telha. Parte de um grande friso de azulejos com citação da Surah Al-Insan, 76 (الانسان). De Natanz, Irã.

Haçane tinha apenas sete anos de idade quando seu avô, o Profeta Maomé, faleceu no ano 11 da Hégira (632 d.C.).  Um dos eventos mais significativos após a morte do Profeta é o incidente da Saqifa. Com o falecimento do Profeta, alguns de seus companheiros reuniram-se às pressas na sala de reuniões (Saqifa) da tribo Banu Sa'ida, em Medina, para discutir a sucessão de liderança da comunidade muçulmana. A eleição ocorreu de forma apressada, uma vez que a rivalidade entre os Ançares (habitantes originais de Medina) e os Muhajirun (imigrantes de Meca) ameaçava provocar uma cisão na comunidade. Ali, primo e genro do Profeta, não participou das deliberações, pois pois permanecia ao lado do do Profeta em seu leito de morte. Enquanto Fátima, Ali e outros dos principais Companheiros do Profeta realizavam seu sepultamento, outro grupo reuniu-se em Saqifa Banu Saida para discutir a sucessão da liderança da comunidade muçulmana. Nesta assembleia, Abacar acabou sendo reconhecido como califa (khilāfa, lit. ‘sucessão’). Fátima adoeceu logo após a perda de seu pai. De acordo com algumas fontes, ela se reconciliou com Abacar durante a enfermidade,  após ele solicitar permissão para visitá-la; porém, segundo a maioria dos relatos, ela permaneceu ressentida até o fim. O registro mais difundido é que ela faleceu seis meses após a morte do Profeta. Sua morte foi mantida em sigilo e o sepultamento ocorreu durante à noite. De acordo com a maioria das versões, Abacar e Omar não foram informados a respeito. 
As tradições xiitas sustentam que Ali, Fátima e os seus apoiantes (pelo menos com base nas declarações feitas pelo Profeta na Peregrinação de Despedida, particularmente durante o seu sermão em Gadir Cum acreditavam que os acontecimentos de Saqifa representaram uma usurpação do direito legítimo de Ali. Por esta razão, e por respeito à filha do Profeta, parece que os apoiadores de Ali também se recusaram a jurar lealdade a Abacar até depois da morte de Fátima. Segundo relatos xiitas, o que quer que tenha acontecido na casa de Fátima também não representou o fim da questão, uma vez que o aborto que disso resultou levou à sua morte prematura. 

## Califado Rashidun

### Período califado de Abacar, Omar e Otomão

Mapa do Mediterrâneo em 750. Nele mostra-se a expansão árabe com datas.

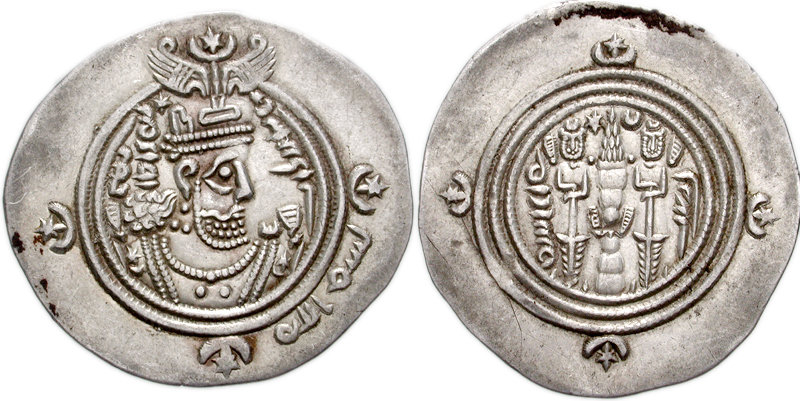
Moeda islâmica. Época do Rashidun. 31-41 AH 651-661 d.C.

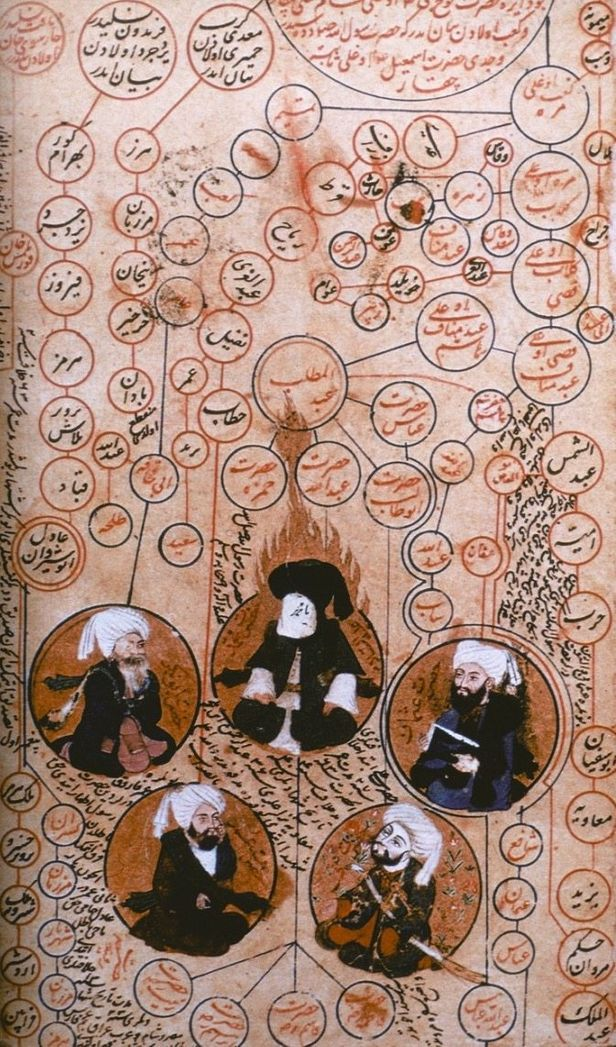
Pinturas em miniatura turcas representando Maomé e os primeiros quatro califas do Islã (Abu Bakr, Umar, Uthman e Ali) ao seu redor, por volta do século XVI

Não há muitos relatos sobre este período da vida de Haçane. Nessas poucas narrações, sua presença social é significativa. De acordo com algumas narrações sobre o incidente de Fadaque, que se reflete em fontes xiitas, como as histórias proto-xiitas de Almaçudi e Iacubi registram que, além de Um Aimã e Ali, Fátima trouxe seus filhos Haçane e Huceine como testemunhas para testemunhar a veracidade do que ela disse diante de Abacar, apenas para ter o seu depoimento rejeitado também por Abacar. Isso parece ter sido destinado a enfatizar ainda mais a desconsideração religiosa da família do Profeta.  
Durante este período, Haçane levantou objeções aos califas da época (Abacar e Omar) e culpou-os por usurparem a posição de seu pai. De acordo com al-Qurashi, certo dia Haçane foi à mesquita de seu avô, o Profeta. Ele viu Abacar sentado no púlpito da mesquita proferindo um sermão. Ficou indignado e criticou-o veementemente, dizendo: “Abaixe-se! Desça do púlpito do meu avô! Vá para o púlpito do seu pai.”  Durante a época de Omar, Haçane terminou sua infância e estava prestes a entrar na juventude plena. A política exigia que Omar prestasse honras aos dois netos do Profeta e designasse para eles uma parte do que os muçulmanos levavam como espólio durante as suas batalhas. Omar recebeu roupas de brocado do Iêmen. Distribuiu-as entre os muçulmanos, mas se esqueceu deHaçane e Huceine. Como resultado, ele enviou uma carta ao seu governador no Iêmen e ordenou-lhe que lhe enviasse duas peças de roupa. Ele as enviou e Omar as deu a Haçane e Huceine. Concedeu-lhes o mesmo valor ao pai deles e incluiu entre os participantes da Batalha de Badre, então deu cinco mil dirrãs (moeda de prata) para cada um deles.  De acordo com um relato de Ibne Esfandiar, Haçane, junto com o mais velho Abedalá ibne Omar, participou de uma campanha militar cufana para Amol no Tabaristão durante o califado de Omar, Wilfred Madelung acredita que seu pai pode muito bem ter desejado expô-lo precocemente à experiência de guerra.  Mas em outras fontes históricas, esse assunto é contestado. A razão para isso é que Haçane, assim como seu pai, Ali, não participou de nenhum dos assuntos de Omar, nem esteve envolvido em questões públicas.  Outra presença social importante de Haçane Mujtaba é sua atuação como testemunha no conselho de seis pessoas para nomear um califa após Omar, conforme solicitação do próprio Omar. Isso demonstra o status social de Haçane Mujtaba como um dos Ahl al-Bayt e seu caráter individual entre os imigrantes e é ançares. Omar fez um discurso nos últimos dias de sua vida, ele se virou para o povo e disse: “Certamente o Apóstolo de Alá morreu e ficou satisfeito com esses seis quraishitas. Decidi que o califado deve ser obtido por meio do Comité Consultivo, para que escolham um entre eles”. Em seguida, disse aos candidatos: “Tragam com vocês alguns Xeques dos ançares, e eles não terão participação nas suas deliberações. Tragam também Haçane ibn Ali e Abedalá ibne Abas, pois possuem laços de parentesco com o Profeta. Espero que sua presença traga bênçãos. Mas eles não terão interferência em suas decisões”. 
Quando Otomão foi eleito, os Omíadas consideraram isso um triunfo para todo o clã, não apenas como o sucesso pessoal de Otomão. Ele fez o que pôde para satisfazer suas demandas, e o povo ficou profundamente desiludido o descobrir que o califa estava comprometido com a melhoria da situação de sua própria família e clã, e não com o bem-estar da comunidade como um todo.  O problema crítico aqui não era tanto o facto de os Omíadas dominarem todas as posições de poder e vantagem, mas antes o facto de terem tido liberdade suficiente para usar os seus poderes de forma arbitrária e injusta, em benefício de si próprios e dos seus parentes, incorrendo assim na insatisfação e no ódio de muitos muçulmanos.  Durante os últimos anos do reinado de Otomão, a maior parte da população fervilhava de descontentamento com o espetáculo dos aristocratas Omíadas sentados em altos cargos, desfrutando de riqueza e luxo, entregando-se à devassidão e gastando prodigamente a imensa riqueza de que se apropriaram ilegitimamente para si mesmos. O desequilíbrio resultante na estrutura económica e social despertou naturalmente a inveja de vários sectores da população e forneceu amplo material combustível para uma explosão. Um líder franco das críticas contra o regime de Otomão foi Abu Dharr al-Ghifari. Otomão, que não gostou da ideia de Abu Dar trovejando contra os ricos na mesquita de Medina, enviou-o para a Síria. Em pouco tempo, o califa recebeu uma carta de Moáuia reclamando das atividades perigosas de Abu Dar e ordenou que ele fosse amarrado a uma sela de madeira de camelo e enviado de volta a Medina sob escolta. Ele chegou à cidade meio morto, com a carne arrancada das coxas, e logo depois foi exilado em Al-Rabadha, onde logo morreu.  Quando 'Otomão ordenou que este último fosse exilado, ele deu ordens estritas para que ninguém se despedisse dele, exceto Maruane, que deveria escoltá-lo para fora de Medina. Apesar dessas ordens, Ali, acompanhado por Haçane, Huceine e seu partidário Ammar ibne Iásir, acompanhou Abu Dar por uma longa distância. 
A intensificação da oposição a Otmão fez com que os manifestantes atacassem a sua casa. durante o cerco, Ali nomeou seus filhos Haçane e Huceine para ficarem na casa de 'Otomão e protegê-lo da multidão enfurecida. Eles foram, no entanto, empurrados e afastados pela multidão, e o califa foi morto. Ao ouvir a notícia, Ali foi o primeiro a chegar ao local e ficou tão furioso com o que havia acontecido que deu um tapa na cara de Huceine e bateu em Haçane por não ter conseguido salvar a vida do califa.  Segundo Madelung, por ordem do califa, ele depôs as armas no último dia. De acordo com um relatório, ele ficou levemente ferido. Diz-se que Haçane criticou repetidamente seu pai por não defender o califa Otomão com mais vigor.   Ali, segundo várias tradições, enviou Haçane e Huceine para levar água ao califa, que estava morrendo de sede, e ordenou-lhes que o defendessem quando o perigo dos sitiantes aumentasse.  

### Califado de Ali (35–40/656–661)

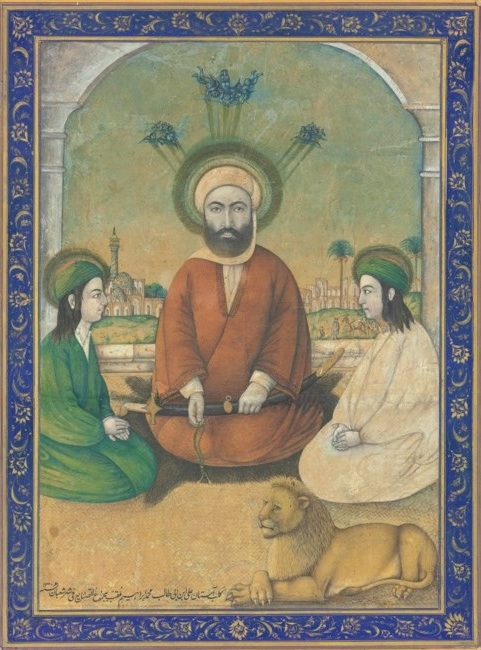
Ali, Hassan e Husayn, assinados por Muhammad Ibrahim, Qajar Irã, datado de abril-maio de 1889

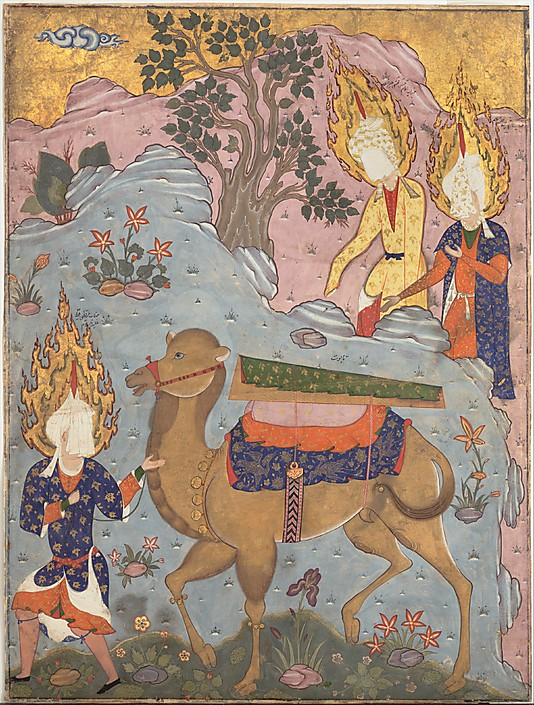
Caixão do Imam 'Ali

Ali emergiu como califa após o assassinato de Otomão , quando Ali aderiu ao califado em 35/656.  Pode-se dizer que a sucessão de Ali ao califado foi aprovada e aceita pela grande maioria dos muçulmanos em Medina, bem como na maioria das províncias do império. Ele foi verdadeiramente um califa escolhido por consenso de todos os muçulmanos.  Na história da lealdade do povo a Ali bin Abi Talib, Haçane desempenhou um papel importante nesta lealdade. Durante o califado de seu pai, ele sempre o ajudou. Depois que a euforia inicial passou, porém, ficou claro que Ali enfrentava graves problemas internos. Durante a Batalha do Camelo, Haçane lutou sob a bandeira de seu pai, que era o califa da época. Conforme narrado nos livros de história, ele mostrou coragem e bravura diante do inimigo. Seus ataques eram rotineiramente conhecidos por causarem medo e terror nos corações do exército adversário.  Antes do início da batalha, ele esteve envolvido na ida a Kufa com Ammar Yasir e vários outros companheiros de Ali, a fim de convidar e encorajar o povo a participar da batalha. Quando ele entrou em Cufa, foi confrontado com Abu Musa Ash'ari, que era o governante da cidade na época e se opunha à adesão das pessoas ao esforço de guerra. Abu Musa era um dos apoiadores do governo de Otomão e se opunha ao califado de Ali. Diante da oposição de Abu Musa e de seus apoiadores, e de seus esforços para impedir a participação popular, Haçane conseguiu reunir entre seis mil e sete mil combatentes e despachá-los para a frente de batalha.  
Na Batalha de Siffin, Haçane teve um papel importante no levantamento de forças para essa guerra, bem como no envio delas à frente de guerra para a batalha contra Moáuia. Ele desempenhou um papel crucial ao despertar o povo de Cufa com seus discursos inspiradores e contundentes, e encorajando-os na luta contra os inimigos.   Uma das ações mais importantes de Haçane foi acompanhar alguns dos líderes iraquianos que não participaram da Batalha de al-Jamal, nem ajudaram Ali, sendo por isso censurados por ele. O comportamento de Haçane para com pessoas como Sulayman ibn Surad al-Khuza'i demonstra o companheirismo e a obediência para com seu pai.  Moáuia tentou desempenhar algum papel com Haçane. Ele enviou a ele Ubayd Allah ibn Umar para convencê-lo a desejar o califado e enganá-lo, a fim de que ele abandonasse seu pai, mas Haçane se opôs fortemente a essa proposta.  A devoção e o espírito de auto-sacrifício de Haçane na batalha foram tão intensos que Ali teve que pedir a seus companheiros que impedissem ele e seu irmão Huceine de continuar a batalha contra o inimigo, para que a linhagem do Profeta não fosse extinta com suas mortes. 
De acordo com Wilfred Madelung, Haçane teria se oposto à política de guerra assertiva de seu pai, por considerá-la uma causa de divisão da comunidade muçulmana. Quando Ali parou em al-Rabaḏa a caminho de se encontrar com os rebeldes coraixitas de Meca em Basra, Haçane é descrito como tendo se aproximado dele, chorando e implorando que se retirasse e aguardasse a união dos árabes em torno de sua liderança. Ali ignorou seu conselho. Na estação seguinte, Fayd, Ali o enviou junto com Ammar ibn Yasser para Cufa, a fim de conseguir apoio.  Ao contrário de Madelung, Al-Qurashi sustenta que retratam um suposto conflito entre Haçane e seu pai Ali, extraídas da obra história de Tabari, são narrativas fabricadas. Al-Tabari narrou esta tradição sob a autoridade de Sayf bin Umar. Segundo al-Qurashi, tal tradição está entre as invenções a Sayf bin Umar. Tradicionalistas confiáveis são unânimes em considerar Sayf um narrador fraco, desacreditado por sua fama de mentiroso e por fabricar tradições.  Em um testamento datado de 10 Jomādā I 39/2 de novembro de 658, Ali nomeou Haçane como responsável por suas doações de terras (ṣadaqāt) na Arábia, com a condição de que, caso Haçane falecesse, Ḥonayn assumiria a administração.  em 17 ou 19 do Ramadã de 40/26 de janeiro de 661, um agente carijita, Ibn Muljam, atacou Ali em Cufa, atingindo-o na cabeça com a lâmina envenenada de sua espada. Ali foi mortalmente ferido e morreu dois dias depois, em 19 ou 21 do Ramadão.  Ali instruiu seus filhos, Haçane e Huceine, a tratarem seu assassino com justiça – dizendo que, se ele morresse, eles deveriam matá-lo com um único golpe, sem mutilação nem dor desnecessária, por justiça.  Haçane, depois de realizar os últimos ritos de Ali, fez um discurso, no qual disse: “Por Deus, Ali morreu na mesma noite em que Moisés, filho de Imran (Anrão), morreu, na qual Jesus, filho de Maria, foi elevado, e na qual o Alcorão foi revelado. Ele não deixou nem dirhams de ouro nem de prata, exceto setecentos dirhams que restaram de seu estipêndio”. 

## Califado de Haçane

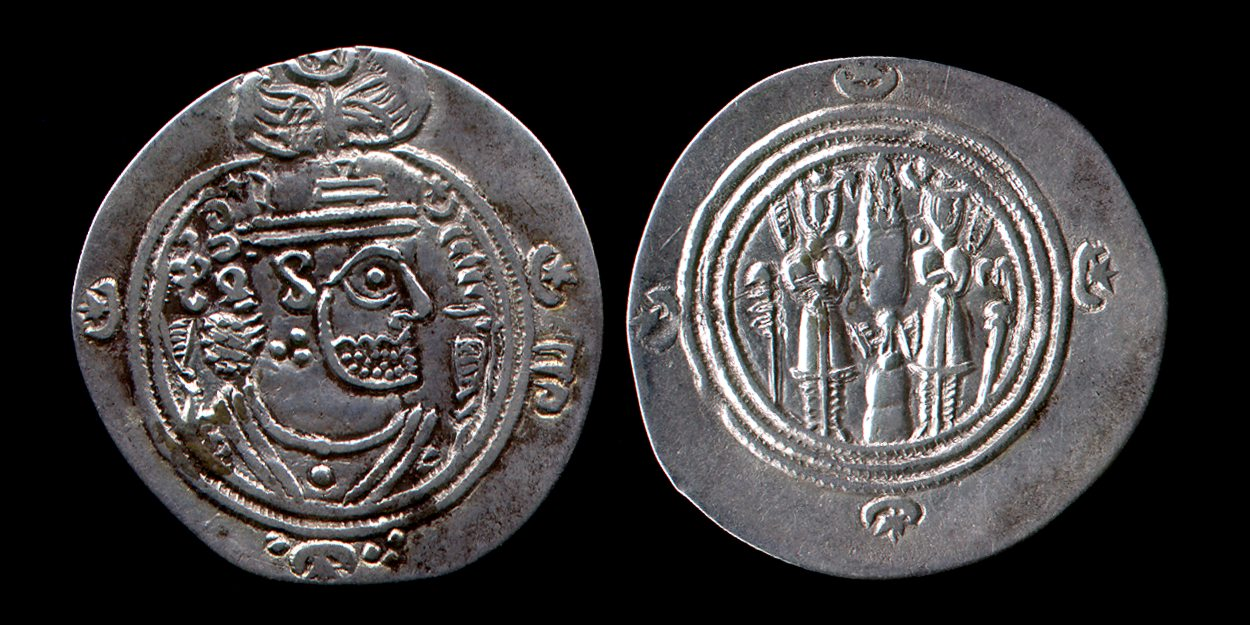
Moeda da época de Hassan ibn Ali.jpg

Quando Ali foi assassinado em 19 de Ramazan, 28 de janeiro de 660 , Haçane tinha trinta e sete anos. É sabido que muitos dos companheiros sobreviventes do Profeta, tanto do Medinano Ansar quanto do Meca Muhajirun, estavam no exército de Ali. Portanto, eles devem ter estado em Cufa no momento do assassinato de Ali e, por conseguinte, devem ter consentido que Haçane fosse aclamado califa em sucessão ao seu pai, alguns dias depois, pois não há registo de qualquer dissidência a esse respeito em Cufa.  O povo de Medina e Meca parece ter recebido a notícia com satisfação, ou pelo menos com aquiescência. Isto é evidente pelo facto de nem uma única voz de protesto ou oposição dessas cidades contra a adesão de Haçane poder ser encontrada nas fontes.  Da mesma forma, o povo de Basra, al-Mada’in e todo o povo do Iraque prestaram-lhe homenagem. A Pérsia jurou lealdade a ele através de Ziyad ibn Abihi. O povo de al-Hijaz e do Iémen prestou-lhe homenagem pelas mãos de Jariya ibn Qudama, um comandante militar vigilante e resoluto. Ninguém se recusou a jurar lealdade a ele, exceto Muawiya e seus seguidores, assim como se recusaram a prestar homenagem a Ali. 
Segundo relatos históricos, Haçane proferiu um discurso, amplamente registrado em diversas fontes, com o propósito de enaltecer os méritos de sua família e de seu pai e, por fim, de si mesmo, enfatizando o fato de ter convivido intimamente com o Profeta. Ḳays ibn Saʿd ibn ʿUbāda al-Ansari foi o primeiro a lhe prestar homenagem; no entanto, tentou impor uma condição: que a homenagem fosse feita “ao Livro de Deus, à Sunna do Profeta e à guerra (ḳatāl) contra aqueles que declararam lícito o que é ilícito (al-muḥillūn)”. Haçane, conseguiu contornar essa exigência, afirmando que a última condição já estava implícita na primeira. De acordo com Albaladuri, o juramento prestado pelos presentes estabelecia que eles deveriam fcombater os inimigos de al-Haçane manter a paz com aqueles que estivessem em paz com ele. Haçane podia contar com cerca de 40 mil ex-apoiadores de Ali, seja por apego persistente às ideias políticas deste, seja por receio de represálias por parte de Muawiya. 
Al-Mas'udi mencionou “Certamente a lealdade foi prestada ao Imam (al-Haçane) dois dias após a morte de seu pai.” No entanto, de acordo com al-Qurashi esse relato diverge do que a maioria dos historiadores afirma: “A lealdade foi prestada a ele na manhã seguinte ao sepultamento de seu pai, realizado na noite anterior.” 

#### Conflito com Moáuia
A aclamação de Haçane como califa pelos iraquianos, bem como uma aprovação tácita—  ou, ao menos, a ausência de protesto ou oposição — por parte do Hijaz, do Iêmen e da Pérsia, representou um grande motivo de alarme para Moáuia. Este já vinha almejando o califado desde a morte de Otomão e, após cinco anos de luta incessante, finalmente vislumbrava um caminho claro para alcançar autoridade absoluta, agora que Ali não estava mais vivo. Moáuia não perdeu tempo em agir. Primeiramente, assim que recebeu a notícia da escolha de Haçane, ele repudiou publicamente sua nomeação e, tanto por meio de discursos quanto de cartas, declarou firmemente sua decisão de não reconhecer Haçane como califa. Em seguida, enviou numerosos agentes e espiões com a missão de incitar o povo contra Haçane. Esses agentes já haviam sido bastante activos nas províncias do Iémen, da Pérsia e do Hijaz, regiões que, embora ainda estivessem sob o domínio de Ali, não estavam totalmente sob seu controlo no momento de sua morto. Inclusive, tais agentes estavam operando ativamente até mesmo no coração do Iraque em Cufa, que era a única base sólida de apoio a Ali. Não há dúvida quanto à extensão e intensidade dessas atividades.  De acordo com al-Qurashi, Moáuia convocou dois homens experientes, em cuja competência e habilidade ele confiava plenamente. Um deles um deles pertencia à tribo Himyar e o outro à tribo Banu al-Qayn. Moáuia os enviou, respectivamente, para Cufa e Basra, com a missão de executar planos previamente traçados. Quando o homem himiarita chegou a Cufa e al-Qayni chegou a Basra, ambos começaram implementar suas tarefas conforme instruído. No entanto, com o tempo, suas atividades foram descobertas e os oficiais locais os prenderam. O himiarita foi levado à presença do Imam al-Haçane, que ordenou sua execução. Quanto ao al-Qayni, ele foi conduzido ao governador de Basra nomeado por Haçane, Abdullah bin Abbas, que também determinou sua execução.  Por causa desta agressão flagrante de Moáuia, o Imam al-Haçane escreveu-lhe uma carta em tom de ameaça, na qual o advertia sobre a possibilidade de guerra. A carta dizia: 
“Você enviou homens para enganar e realizar assassinatos, e despachou espiões como se desejasse um confronto direto. Isso certamente acontecerá em breve — então, aguarde, se Allah quiser. Soube que você se tornou arrogante de uma forma que nenhum homem sábio jamais seria.” 
Esta rede de espionagem, que já estava em operação, foi então intensificada por Moáuia, ampliando-se a uma escala ainda maior. Há inúmeras relatos de correspondências sobre esse tema entre Haçane e Moáuia, bem como entre Abd Allah b. al-Abbas e Moáuia.  A persistência dessas ações por parte de Moáuia levou Haçane a enviar uma nova carta, mais detalhada, convocando-o a prestar-lhe juramento de lealdade. Haçane argumentava que, sendo neto do Profeta, tinha o direito mais legítimo ao califado. Moáuia, por sua vez, respondeu reconhecendo a nobreza e a excelência da família do Profeta, mas alegando que sua longa experiência em governo o tornava mais capacitado para liderar naquele momento. Ele propôs, então, que Haçane aceitasse sua autoridade como califa, prometendo em troca:
- Que Haçane fosse o sucessor após sua morte;
- A entrega imediata do conteúdo do tesouro do Iraque;
- O controle sobre as receitas de qualquer província iraquiana que Haçane escolhesse;
- E participação nas decisões administrativas do governo. [9]

A correspondência entre al-Haçane e Moáuia continuou por algum tempo, marcada por um tom polêmico e o retorno a disputas antigas – o que a torna historicamente ainda mais relevante e reveladora. À medida que as intenções bélicas de Moáuia se tornavam cada vez mais evidentes — ele ja havia avançado com suas tropas até Mossul ao norte, ainda assim ele aparentemente mantinha, por meio de cartas, uma fachada de disposição para uma possível resolução pacífica da disputa. Diante dessa duplicidade e da ameaça iminente, al-Haçane não teve escolha senão começar a se preparar para a guerra. 

#### Mobilização de tropas
Diante da crescente ameaça de Moáuia, al-Haçane iniciou seus preparativos para a guerra. Convocou todos os seus  comandantes e tropas estacionadas na Síria, na Palestina e Transjordânia, exigindo que se unissem a ele para enfrentar o avanço iminente. Em resposta, Moáuia mobilizou um exército de sessenta mil soldados sírios, que marcharam pela rota militar habitual da Mesopotâmia até a região de Maskin — um ponto estratégico na fronteira do rio Tigre, próximo a Mossul, e porta de entrada para o Sawad (as férteis planícies do sul do Iraque). Quando as intenções bélicas de Moáuia se tornaram claras, Haçane teve que se preparar para a guerra e foi obrigado a entrar em campo antes que tivesse tempo de se fortalecer em sua posição ou de reorganizar a administração que havia sido lançada no caos pela morte de seu pai. 
O objectivo desta acção imediata de Moáuia era duplo: primeiro, através da sua demonstração de armas e força, ele esperava forçar Haçane a chegar a um acordo; e, em segundo lugar, se essa linha de acção falhasse, ele atacaria as forças iraquianas antes que estas tivessem tempo de consolidar a sua posição. Foi por essa primeira razão que Moáuia avançou intencionalmente em direção ao Iraque num ritmo muito lento, enquanto enviava carta após carta a Haçane, pedindo-lhe que não tentasse lutar e instando-o a chegar a um acordo. Se Haçane fosse derrotado no campo de batalha, isso daria a Moáuia apenas poder e autoridade; mas, se Haçane abdicasse, isso daria a Moáuia uma base legal e também legitimaria a sua autoridade. Isto era o que Moáuia estava tentando alcançar. Além disso, Haçane derrotado, ou mesmo morto, ainda representava uma séria ameaça, a menos que renunciasse aos seus direitos; outro membro da casa hachemita poderia simplesmente reivindicar ser seu sucessor. Se ele renunciasse em favor de Moáuia, tais reivindicações não teriam validade e a posição omíada seria garantida. Esta estratégia mostrou-se acertada, como se verá a seguir. Mesmo após a morte de Haçane, dez anos depois, quando o povo do Iraque abordou seu irmão mais novo, Husain, sobre uma revolta, este último os aconselhou a esperar enquanto Moáuia estivesse vivo por causa do tratado de Haçane com ele. 
Para deter o avanço de Moáuia, al-Haçane enviou uma guarda avançada de 12.000 homens para controlar o inimigo até que o próprio Haçane pudesse seguir com a força principal. De acordo com Ya'qubi, Abu'l-Faraj e Ibn Abi' al-Hadid, a vanguarda estava sob o comando de Ubayd Allah ibn al-Abbas, e junto com ele foram enviados Qays ibn Sa'd e Sa'id ibn Qays como conselheiros, cujo conselho 'Ubayd Allah deveria seguir.  
A razão para o atraso na partida de Haçane parece ter sido alguma falta de entusiasmo por parte dos seus apoiantes. Isso é evidente a partir de um relatório que afirma que, quando ele apelou aos Kufanos para marcharem com ele contra Moáuia, houve uma fraca resposta.   Quando se espalhou a notícia de que Moáuia e suas tropas se dirigiam ao Iraque para lutar contra os iraquianos, o terror e o medo prevaleceram entre eles.  Foi somente quando Adi ibn Hatim, um antigo e devotado seguidor de Ali e chefe da tribo de Tayyi, dirigiu-se aos iraquianos, instando-os a responder ao apelo do seu Imam, o filho da filha do seu Profeta, que eles vieram participar da guerra. 

#### Motim
De acordo com o relatório de Dinawari, Haçane trocou Cufa por Al-Mada'in e, quando chegou a Sabat, nos arredores de Al-Mada'in, percebeu que algumas de suas tropas estavam demonstrando inconstância, falta de propósito e uma atitude indiferente em relação à guerra. Haçane, portanto, parou em Sabat, com seu exército ali, e fez um discurso, dizendo:
Ó povo, não nutro qualquer de rancor contra um muçulmano. Sou um superintendente de vossos interesses tanto quanto dos meus próprios. Agora, estou considerando um plano; não vos oponhais a mim. A reconciliação, embora detestada por alguns de vós, é melhor — dadas as circunstâncias — do que a divisão que outros preferem, especialmente quando vejo que a maioria de vós recua diante da guerra e hesita em lutar. Por isso, não considero sábio impor-vos algo que vos desagrade. 
Após esse discurso, os membros do exército perceberam que Hassan estava inclinado à paz, o que causou ainda mais discórdia entre eles. Aqueles de inclinação Kharijita disseram: "Haçane se tornou-se um infiel (kāfir), assim como seu pai antes dele." Subitamente, avançaram contra ele, arrancaram o tapete sob seus pés e lhe tiraram as vestes dos ombros. Diante disso, ele clamou por socorro aos seus fiéis seguidores das tribos de Rabi'a e Hamdan, que prontamente correram em seu auxílio e dispersaram os agressores. 
Após tal tratamento nas mãos de suas próprias tropas, o desanimado e abalado Haçane descobriu que era impossível permanecer no acampamento do exército; ele montou em seu cavalo e, escoltado por seus associados próximos e seguidores fiéis, cavalgou até a segurança do Castelo Branco de Al-Mada'in, residência de seu governador. Foi nesta estrada, pouco antes de chegar ao castelo, que um carijita obstinado, Al-Jarrah b. Sinan al-Asadi, conseguiu emboscar Haçane e feri-lo na coxa com uma adaga. Al-Jarrah foi dominado e morto; Haçane, sangrando muito, foi levado para o castelo, onde foi cuidado por seu governador, Sa'd ibn Mas'ud ath-Thaqafi. A notícia do ataque a Haçane, espalhada por Muawiya, logo se tornou amplamente divulgada. Isso desmoralizou ainda mais as já desanimadas tropas de Haçane e levou à deserção em grande escala de seu exército. 
Logo depois, Haçane deixou Cufa com seu exército principal e chegou a Al-Mada'in, onde acampou nos arredores da cidade. Qays e sua vanguarda já tinham chegado a Maskin, enfrentando o exército de Muawiya. O governador sírio tentou subornar Qays oferecendo-lhe um milhão de dirhams se ele desertasse das fileiras de Haçane e se juntasse a ele. Qays rejeitou a oferta com desprezo, dizendo: “Você quer me enganar na minha religião”. Muawiya então fez uma oferta semelhante a 'Ubayd Allah b. al-Abbas (ou seu irmão mais velho, Abd Allah, como relata Zuhri), que aceitou e foi até ele com 8.000 homens. Qays ficou assim com 4.000 soldados, aguardando a chegada de Haçane. )

#### Deserções
Muawiya avançou até al-Akhnūniyya,onde enfrontou as tropas de Ubayd Allah acampadas em Maskin; ao mesmo tempo, sua guarda avançada se aproximou de alMadāʾin. Nesse contexto, as negociações — provavelmente haviam sido abertas algum tempo antes, apesar da oposição de al-Husain e conduzidas por enviados de ambas as partes — chegaram a uma conclusão bem-sucedida. As tropas de Al-Haçane não demonstravam disposição para o combate, e o número de iraquianos que desertavam para o lado de Muawiya aumentava diariamente. 
Ao saber do ataque a Haçane, Qays considerou prudente engajar seu exército na batalha contra os sírios, a fim de evitar que a moral das tropas se deteriorasse ainda mais. Houve um confronto entre os dois exércitos, com perdas em ambos os lados. de ambos os lados. Em seguida, enviados de Muawiya abordaram Qays, dizendo: "Por que você está lutando  e promovendo mortes entre nós? Recebemos informações confiáveis de que seu líder foi abandonado por seu povo, ferido por uma adaga e está à beira da morte. Você deveria cessar o combate até confirmar a veracidade dos fatos.” Diante disso, Qays interrompeu as hostilidades, aguardando comunicação oficial de Haçane. No entanto, nesse ínterim, as deserções para o lado de Muawiya se intensificaram. Percebendo a gravidade da situação, Qays  escreveu a Haçane para informá-lo da crise. 

#### Tratado com Moáuia
Após receber a carta de Qay, Haçane perdeu o ânimo. Imediatamente convocou os líderes e notáveis iraquianos, dirigindo-se a eles com visível desânimo e frustração:
Ó povo do Iraque, que posso fazer com aqueles que estão comigo? Eis a carta de Qays b. Sa'd, informando que até mesmo os nobres entre vós aderiram a Moáuia. Por Deus, que conduta vergonhosa! Fostes vós que forçaram meu pai a aceitar a arbitragem em Siffin e, uma vez realizada, voltaram-se contra ele. Quando ele vos conclamou novamente a combater Moáuia, mostraram indiferença e apatia. Após sua morte, espontaneamente viestes prestar-me homenagem. Eu a aceitei e marchei contra Moáuia com plena intenção de enfrentá-lo. Agora, repetis o mesmo comportamento de antes. Ó povo do Iraque, me bastaria que ao menos não me expusésseis à difamação em minha religião. Entregarei, pois, este assunto — o califado —  a Moáuia  
De acordo com Ibn Atham, após os incidentes em Al-Mada'in e a declaração que Haçane fez perante os nobres do Iraque, ele enviou Abd Allah ibn Nawfal ibn al-Harith a Moáuia para informá-lo da disposição de Haçane em abdicar e discutir os termos da abdicação com o líder sírio em seu nome. A única condição que Haçane estipulou a Abd Allah foi uma anistia geral para o povo. Abd Allah alcançou Maskin e disse a Moáuia que Haçane o havia autorizado a negociar as condições de paz em seu nome, estabelecendo os seguintes termos:
1: Que o califado será restaurado a Haçane após a morte de Moáuia;
2: Que Haçane receberá cinco milhões de dirhams anualmente do tesouro do Estado;
3: Que Haçane receberá a receita anual de Darabjird;
4: Que as pessoas tenham garantida a paz entre si. 
Ao ouvir isso, Muawiya pegou uma folha de papel em branco, afixou sua assinatura e selo, e disse a Abd Allah: "Leve esta carta em branco para Haçane e peça-lhe que escreva nela o que quiser." Muawiya pediu aos seus associados ao seu redor que testemunhassem a sua assinatura e promessa. A carta foi testemunhada pelos quatro enviados e datada de Rabi II de 41/ agosto de 661.  Abd Allah, com a carta em branco e acompanhado por alguns dos nobres de Quraysh — entre eles Abd Allah ibn Amir, Abd ar- Rahman ibn Samra — junto com alguns outros nobres dentre os sírios, retornou a Haçane e disse-lhe: "Muawiya concordou com todas as condições que pedi a ele para você e que você mesmo pode escrever neste papel em branco." Haçane respondeu: "No que diz respeito ao califado, não estou mais interessado nele; se eu quisesse, não o entregaria a Muawiya. Quanto ao dinheiro, Muawiya não pode torná-lo uma condição para mim quando a verdadeira [questão] em pauta é de preocupação para a [comunidade] muçulmana." Haçane então chamou seu secretário e pediu-lhe que escrevesse: "Estes são os termos nos quais Haçane ibn Ali ibn Abi Talib está fazendo a paz com Muawiya ibn Abi Sufyan e entregando a ele o estado ou governo de Amir al-Mu'minin Ali:
1: que Muawiya deveria governar de acordo com o Livro de Deus, a Sunna do Profeta e a conduta dos califas justos;
2: que Muawiya não nomeará nem designará ninguém para o califado depois dele, mas a escolha será deixada para a shura dos muçulmanos;
3: que o povo permaneça em paz onde quer que esteja na terra de Deus;
4: que aos companheiros e seguidores de Ali —  suas vidas, propriedades, mulheres e filhos —  sejam garantidos salvo-conduto e paz. Este é um acordo e aliança solene em nome de Deus, vinculando Muawiya b. Abi Sufyan a mantê-lo e cumpri-lo;
5: que nenhum dano ou ato hostil, secreta ou aberto, será feito a Haçane b. Ali, seu irmão Husain, ou qualquer pessoa da família do Profeta (Ahl al-Bayt an-Nabi); este acordo é testemunhado por Abd Allah b. Nawfal, Umar b. Abi Salama, e fulano de tal. 
A carta foi testemunhada por Abd Allah ibn al-Harith e Amr ibn Salima e transmitida por eles a Moáuia para que ele tomasse conhecimento de seu conteúdo e atestasse sua aceitação.  Concluído o acordo, Haçane regressou a Cufa, onde Qays se juntou a ele. 

#### Abdicação
Concluído o acordo, Haçane retornou a Cufa, onde Qays se juntou a ele. Logo depois, Moʿāwia mudou-se com seu exército para Cufa. Na cerimônia pública de rendição, ele exigiu que Haçane se levantasse e pedisse desculpas. Após recusar inicialmente, Haçane lembrou ao povo que ele e Hossain eram os únicos netos do profeta Maomé. Moʿāwia contestou um direito que pertencia a Haçane, o que este cedeu no melhor interesse da comunidade, a fim de poupar seu sangue.  Em seu discurso, Haçane explicou as razões de sua abdicação como sendo, além das ambições e da rebelião de Moáuia, a atitude pouco confiável e traiçoeira de seus próprios apoiadores. Haçane chegou a referir-se ao período de seu pai, Ali, e à forma como o povo também falhou com ele naquela época.  Foi dito que Haçane usou o termo "rei" em vez de "califa" ao se referir a Moáuia. Isso pode ter sido a origem do uso da palavra mulk (rei) em vez de khilafa (califado) para Moáuia e seus sucessores, como adotado por historiadores muçulmanos desde os primeiros tempos. No entanto, há numerosos relatos em que o próprio Moáuia teria dito, ao referir-se a si mesmo, “Eu sou o primeiro rei do Islã”. 
Em seu próprio discurso aos Kufans, Moáuia lembrou-lhes que havia estipulado condições, feito promessas e  alimentado suas expectativas. Declarou ter feito isso apenas com o intuito de extinguir o fogo da insurreição, abreviar a guerra, persuadir o povo e acalmá-lo. De acordo com as versões mais drásticas do discurso, afirmou que suas promessas a Haçane e a qualquer outra eram "apenas sujeira sob seus pés" e que não as cumpriria. Em seguida, exclamou: "A proteção de Deus está anulada para quem não vier jure lealdade. Certamente, vinguei o sangue de Uthman e devolvi o governo àqueles a quem pertence, apesar do rancor de alguns. Concedo uma trégua de três noites; quem não tiver jurado lealdade até então, não terá proteção nem perdão." O povo acorreu apressadamente de todas as direções para prestar juramento. 
As fontes fornecem uma descrição detalhada dos sentimentos contraditórios do povo ao aceitar Moáuia como seu novo governante. Muitos adoptaram uma atitude pragmática, buscando apenas salvaguardar seus próprios interesses; outros não conseguiram esconder  sua antipatia —  e até mesmo o ódio — pelo governante omíada, mas ainda assim foram forçados a se reconciliar com a nova realidade. 

#### Consequências da paz
A abdicação de Al-Haçane provocou naturalmente certas reações: Hujr ibn Adi declarou que preferia ter ouvido que ele havia morrido antes daquele dia; o mesmo Hujr, ou outro adepto, acusou-o de ter humilhado os muçulmanos. Alguns sugeriram que ele deveria reconsiderar sua decisão; Anos depois, os xiitas reunidos, expressaram sua desaprovação pelo fato de al-Haçane não ter pedido garantias suficientes, uma vez que não obteve de Muawiya um compromisso por escrito assegurando-lhe o califado após a morte deste. Muawiya, por sua vez, adotou várias medidas para evitar futuras insurreições: transferiu algumas tribos devotadas aos ʿAlids de Kufa, substituindo-as por outras da Síria, de Basra e de Mesopotâmia. 
Desta forma, no ano 41 AH/661 d.c., Muawiya assumiu o controle de todo o território islâmico, transformando seu governo no Califado Omíada. Segundo  Madelung, ao adquirir o domínio exclusivo sobre o mundo islâmico, Moáuia continuou a utilizar subornos, fraudes, extorsões, intimidações e assassinatos para consolidar seu poder, garantir o controle financeiro e assegurar a sucessão de seu filho, considerado pouco. Na falta de legitimidade islâmica, o seu regime exigia a reivindicação de vingança pelo califa injustiçado como seu selo de legitimação permanente. A maldição pública regular de Ali nas orações congregacionais permaneceu, portanto, uma instituição vital, que só foi abolida sessenta anos depois pelo Umar II. Durante a peregrinação, tornou-se sunna para os califas difamar Ali no dia de 'Arafa. 
Durante o reinado de Mu’awiya (41-601661-680), os seguidores de Ali constituíam um grupo distinto dentro da comunidade muçulmana mais ampla e foram severamente perseguidos pelo governo. No decurso do seu envolvimento em questões subsequentes, como a ascensão e queda de Husayn em 611680, a revolta dos Tawwabun (os Penitentes) em 64-651683-684, e a ascensão de Mukhtar al-Thaqafi em Kufa em 66- 671686-687, eles emergiram como um grupo ativo anti-Omíada que apoiava os 'Alids como governantes legítimos do estado muçulmano. 
Mais tarde, quando os primeiros acontecimentos do Islão começaram a ser registrados de forma sistemático, tanto historiadores quanto tradicionalistas, sunitas e xiitas, passaram a interpretar a abdicação de Haçane como um "acto meritório" de reconciliação entre os muçulmanos. O ano de sua renúncia ficou conhecido como Am al-Jama'a, a (“Ano da Comunidade”), e uma tradição atribuída ao Profeta afirmava: "Este meu filho é um um sayyid (senhor), e Deus reconciliará por meio dele dois grandes grupos de muçulmanos." Esta tradição reflecte os esforços da segunda metade do século I e início do século II do Islã para formar um "corpo central" unificador —  ou Jama'a —  em meio à instabilidade política. Os xiitas recorreram a esse argumento para defender a decisão de  Haçane contra os radicais que o criticavam; os sunitas, por sua vez, acolheram  essa explicação como uma base para a reconciliação entre os partidários de ʿUthmān (agora representados por Muʿāwiya) e os de ʿAlī (representados por seu filho al-Ḥasan) . Com o tempo, esse “corpo central” se consolidou como a Jamāʿa, mais tarde associada ao ramo "ortodoxo" do Islã, rotulando como sectários aqueles que rejeitaram essa síntese conciliatória. 

## Retirada para Medina

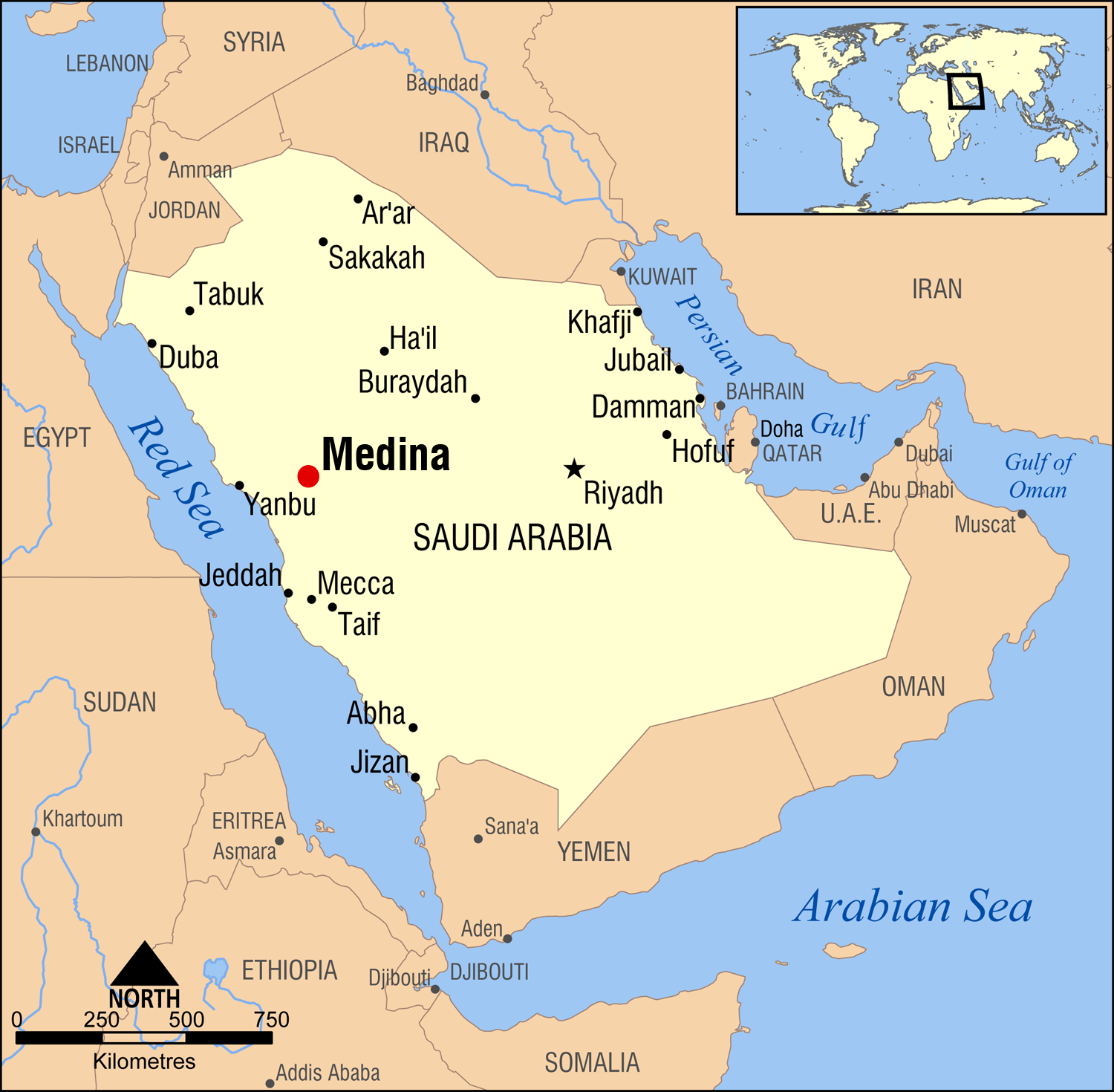
Mapa de localização de Medina, Arábia Saudita

Após sua abdicação, al-Haçane, neto de Profeta Maomé, retirou-se definitivamente para Medina, adotando uma postura de distanciamento político tanto em relação a Muʿāwiya quanto a seus opositores. Em uma ocasião, ao chegar a al-Qādesiya, foi instado por Moʿāwia a combater um grupo de kharijitas insurgentes. Haçane recusou prontamente, afirmando que havia ao conflito com o objetivo de preservar a unidade da comunidade muçulmana e, portanto, não combateria agora em nome do governante cuja ascensão buscara evitar pela via da reconciliação.  Com o tempo, tornou-se evidente para Moʿāwia que Haçane não apoiaria ativamente seu governo, o que levou ao progressivo enfraquecimento das relações entre ambos. Haçane Ḥasan evitava o contato com o califa e, segundo relatos, raramente — ou jamais — visitou Moʿāwia em Damasco.  Segundo o relato de al-Baladhuri, al-Haçane, em conformidade com os termos do tratado firmado com Moáuia, enviou coletores de impostos a Fasa e Darabjird. No entanto, O califa instruiu Abd Allah ibn Amir — reinstalado como governador de Basra — a incentivar os basranianos a contestarem a legitimidade da cobrança, alegando que os tributos pertenciam-lhes por direito de conquista e que seus estipêndios estavam sendo prejudicados. Como resultado, os coletores de al-Haçane foram expulsos das referidas províncias.  Moáuia limitou-se a pagar entre 1.000.000 e 2.000.000 de dirhams anuais, supostamente oriundos do imposto territorial de Isfahan e outros regiões — informação considerada provavelmente fictícia.  Embora haja relatos de que al-Ḥasan tenha aceitado presentes do califa, a maioria das dádivas destinadas aos Banu Hashim foi entregue a seu primo, ʿAbd Allāh ibn Jaʿfar, que não possuía ambições políticas base de apoio significativa. 
Apesar de sua abdicação do califado, Haçane continuou a ser considerado o líder, ou Imam, dos xiitas após a morte de Ali. Mesmo os xiitas que criticaram a sua acção de abdicação nunca deixaram de afirmar que ele tinha sido designado pelo seu pai para o suceder como Comandante dos Fiéis. Os detalhes da teoria do imamato foram, sem dúvida, elaborados mais tarde, mas permanece o facto de que, enquanto Haçane esteve vivo, ele foi considerado tanto pelos xiitas como por todos os membros da família como o chefe da casa de Ali e do Profeta, e isso foi suficiente para que os xiitas ao longo de sua história o considerassem o segundo Imam depois de Ali. 
O período de nove anos entre a abdicação de Haçane em 41/660 e a sua morte em 49/669 é um período em que os sentimentos e tendências xiitas estavam a passar por uma fase de, por assim dizer, fogo subterrâneo, sem quaisquer actividades conspícuas visíveis acima do horizonte. superfície. Um levantamento histórico deste período para o desenvolvimento dos ideais xiitas é muito difícil, pois as fontes são quase silenciosas.  No entanto, não está totalmente livre das vozes ocasionais levantadas aqui e ali em apoio à casa do Profeta e contra o governo de Moáuia. De vez em quando, indivíduos ou pequenos grupos, principalmente de Kufa, visitavam Haçane e Husayn e pediam-lhes que se rebelassem – um pedido ao qual se recusaram a responder. 
Haçane não viveu muito, entretanto. Ele morreu em 49/669, muito antes de seu rival. Moáuia tomou o califado de Haçane aos 58 anos e morreu em 60/680 aos 77 anos, enquanto Haçane no momento de sua abdicação tinha apenas 38 anos e morreu aos 45 ou 46 anos. 

## Morte

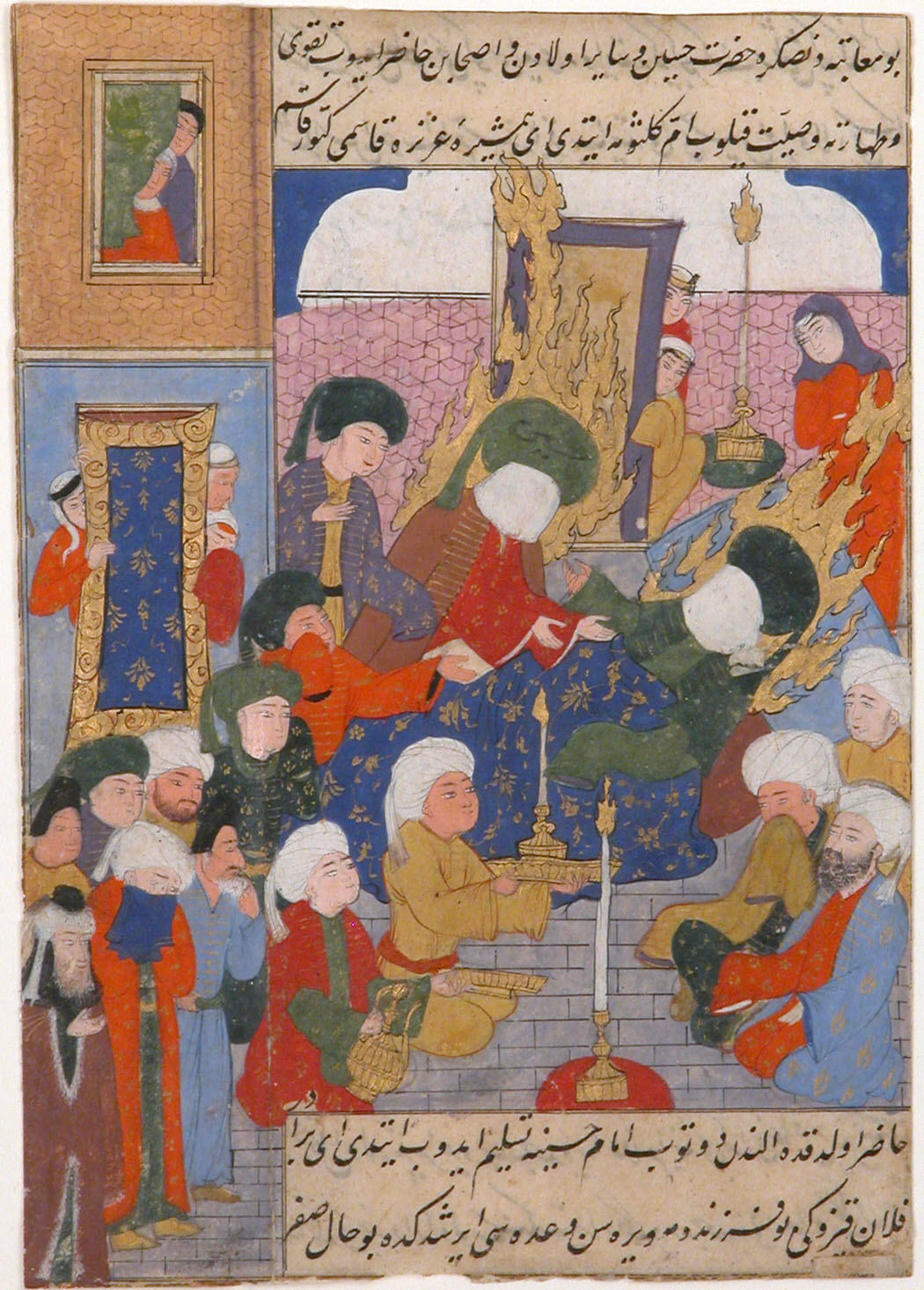
Husayn ao lado do leito de morte de Hasan

Haçane ibn Ali morreu em Medina. Os historiadores divergiram quanto ao ano de sua morte. Foi dito que ele morreu em 45/665, 49/669, 50/670 e também que morreu em 51/671. Isso foi mencionado por al-Khatib al-Baghdadi em seu obra al-Tarikh. Além disso, os historiadores também divergiram sobre o mês em que ele morreu. Foi dito que ele morreu em 5 de Rabi Alual 50/2 de abril de 670. Também Foi dito que ele morreu em 28 de Sáfar de 50/670, correspondente a 30 de março. Há ainda o relato de que ele morreu no domingo, 10 de Moarrão de 45/5 de abril de 665. A narração mais conhecida entre os xiitas é a de que ele morreu no dia 7 de Sáfar de 50/670, 9 de março, data em que são realizadas cerimônias.  A maioria das fontes, tanto sunitas quanto xiitas — historiadores e tradicionalistas — relata que a causa da morte de Haçane foi envenenamento, administrado por uma de suas esposas, Ju'da bint al-Ashʿath.   Diz-se que Muawiya a subornou com a promessa de uma grande quantia em dinheiro e de casá-la com Yazid.  De acordo com o próprio depoimento de Haçane, essa foi a terceira vez que ele foi envenenado — e, desta vez, de forma fatal.  , mas deve-se notar que al-Haçane não estava de forma alguma, ansioso para revelar suas suspeitas ao seu irmão al-Husain, por medo de que a vingança por sua morte pudesse ser tomada contra alguma pessoa inocente.  o chefe iemenita al-Ashʿath foi considerado pelos xiitas como um traidor, a soldo de Muawiya, e é bem possível que o ódio sentido por ele tenha sido transferido para sua filha.  As tradições relatam que, quando Haçane estava morrendo, ele previu que aquele que lhe deu o veneno não alcançaria seu objetivo e, consequentemente, descobrimos que, após a ação ter sido realizada, Muawiya lhe enviou a seguinte mensagem: “Eu valorizo a vida de Yazid, caso contrário, certamente combinaríamos com você o casamento com ele”.  Depois de completar a tarefa, Moáuia pagou-lhe a quantia prometida, mas recusou-se a casá-la com Yazid, dizendo que valorizava a vida de seu filho.  O testemunho histórico esmagador, o desejo de Muawiya de nomear seu filho como seu sucessor — o que ele fez imediatamente após a morte de Haçane — combinado com muitas outras pistas encontradas nas fontes, tornam provável que Moáuia tenha sido o instigador do envenenamento, embora isso provavelmente nunca seja claramente estabelecido. No entanto, o facto de a causa da morte de Haçane ter sido veneno, administrado por sua esposa Ju'da, é, sem dúvida, uma verdade histórica. 
Ao receber a notícia da morte de Haçane, Muawiya não conseguiu esconder seus sentimentos de alívio — e até alegria — chegando a fazer comentários provocativos a Ibn Abbas.  Outro facto que as fontes registam unanimemente é que, logo após a morte de Haçane, Moáuia iniciou o processo de nomeação de Yazid como seu sucessor. 

### Enterro

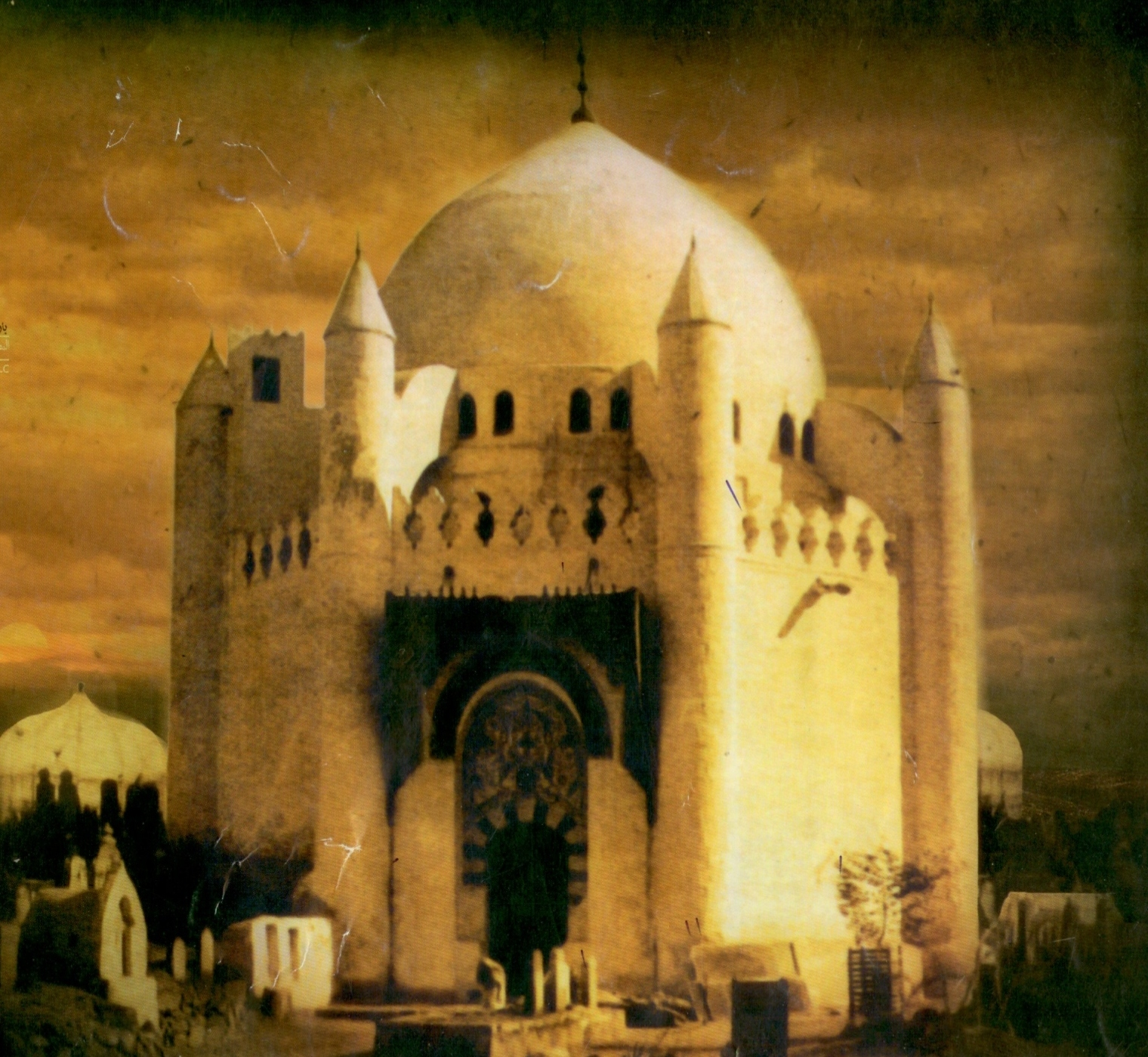
A tumba histórica de Baqi antes da destruição em 1926.

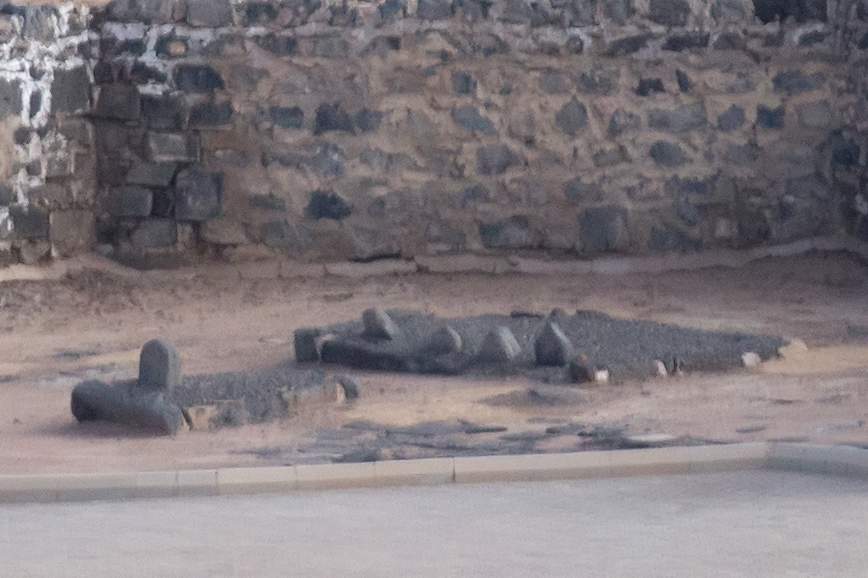
A tumba histórica de Baqi após a destruição em 1926.

al-Husain preparou seu irmão al-Haçane para o enterro. Abdullah bin Abbas, Abdurrahman bin Jafar, Ali bin Abdullah bin Abbas, Muhammad bin al-Hanafiyya e Abbas ibn Ali o ajudaram nisso. Ele (al-Husain) lavou-o, envolveu-o e ungiu-o com cânfora. Depois de prepará-lo para o sepultamento, ordenou que fosse levado à Mesquita do Profeta, para que a oração fúnebre pudesse ser realizada.  Muitas pessoas acompanharam o Imam al-Haçane de uma forma que Medina jamais havia testemunhado.  O corpo foi carregado da casa do Imam até a Mesquita do Profeta, e o Imam al-Husain liderou o povo na oração por ele. Ibn Abi'l-Hadid mencionou que o Imam al-Husain ordenou que Saeed bin al-Aas (o governador de Medina) realizasse a oração sobre o Imam al-Haçane. No entanto, de acordo com al-Qurashi, essa afirmação é impossível, pois havia más relações entre os Umayyads e os Hachemitas. Sendo assim, como o Imam al-Haçane permitiria que seus líderes omíadas orassem por ele? O mais correto é que nenhum dos Omíadas compareceu ao funeral do Imam al-Haçane, com exceção de Saeed bin al-Aas. 

O enterro de Haçane quase provocou combates entre os hachemitas e os omíadas. Ele havia instruído Husain a enterrá-lo junto de seu avô Muhammad.  O governador omíada, Saeed bin al-Aas, não interferiu , mas Maruane e Aixa concordaram em impedir al-Husain de cumprir este pedido (segundo outra versão: Aixa consentiu, mas Maruane foi inflexível). Estavam prestes a pegar em armas.  Husain então convocou o ḥilf al-fuḍūl, uma aliança defensiva formada por vários clãs de Quraysh, para apoiar o direito dos Banu Hashem contra os Banu Umayyad. Quando os dois lados estavam prestes a iniciar um confronto, Muhammad ibn al-Hanafiyya e outros persuadiram Hossain a atender ao desejo de Haçane de evitar derramamento de sangue e de enterrá-lo em al-Baqi. Muawiya  acabou recompensando Maruane por sua posição, nomeando-o novamente como governador de Medina.  De acordo com o relato de Dinawari (um dos primeiros e melhores historiadores com simpatias xiitas) em Kitab Al-Akhbar Al-Tiwal, quando levaram o corpo de Haçane para o túmulo do Profeta, Maruane levou a informação até Aixa, que saiu para protestar. Ela estava montada em uma mula. Declarou que seria uma desonra para o Profeta enterrar Haçane ibn ali. Isso irritou profundamente o meio-irmão de Haçane, Muhammad — terceiro filho de Ali, Muhammad, nascido de uma mulher Hanifita — que lhe respondeu:
"Quando você saiu contra meu pai, você estava montado em um camelo; agora que veio nos insultar, está montado em uma mula; e, da próxima vez que desonrar o Islã, estará montada em um elefante.”
Provocada por este insulto, Aixa voltou-se para Beni Umaiyya e perguntou se permitiriam que ela fosse tratada com tanto desrespeito. Eles perguntaram o que deveriam fazer, e ela respondeu: "Atirem suas flechas no cadáver!" Eles  obedeceram, disparando setenta flechas no total. Depois disso, os Alids enterraram Haçane no cemitério de al-Baqi, conforme ele havia solicitado, ao lado de sua mãe, Fátima. 
As mulheres hachemitas lamentaram sua perda o dia, por um mês inteiro. Al-Tabari citou o Imam al-Baqir dizendo que o povo de Medina fechou suas lojas em luto por ele durante sete dias. Acrescentou ainda que, na cerimónia de enterro do Imam, havia tantos participantes que não havia espaço nem para mover os cotovelos. A notícia do martírio do Imam em Basra levou os muçulmanos xiitas ao luto.  O túmulo de Haçane tornou-se um local de peregrinação, especialmente para os xiitas, e mais tarde foi construída sobre ele uma cúpula — uma das mais altas do cemitério. Essa cúpula foi destruída duas vezes pelos Wahhabis: em 1806 e em 1927. 

## Vida familiar

### Esposas
Com base em relatos históricos, Madelung afirma a ordem histórica dos casamentos de Haçane e, de acordo com ele, é possível comprovar que se casou com seis mulheres. O primeiro casamento de al-Haçane foi provavelmente com Salma — ou Zaynab — , filha do renomado chefe Kalbita Imru' ul-Qays.  logo após a chegada de Ali em Cufa, al-Haçane casou-se com Ja'da, filha do chefe Kinda al-Ash'ath ibn Qays.  antes da batalha de Siffin, uniu-se a Umm Bashir.  Após sua abdicação e retorno a Medina, casou-se com Khawla, filha do chefe Fazara, Manzur ibn Zabban.  Em Medina, contraiu núpcias com Hafsa, filha de 'Abd al-Rahman ibn Abi Bakr.  Também em Medina, casou-se com Umm Ishaq, filha de Talha,  e com Hind, filha de Suhayl ibn Amr, filho de Amir Quraysh.  Os demais filhos de Al-Haçane provavelmente foram gerados por concubinas (mulheres escravas). 

#### Disputa sobre o número de esposas
Várias narrações foram mencionadas sobre o número de esposas e filhos de Hassan e, em alguns relatos, seus muitos casamentos e divórcios foram citados e, por vezes, enfatizados. Em seu artigo sobre al-Haçane na Enciclopédia do Islã, Veccia Vaglieri afirma como fato que, após sua mudança para Medina, "como antes, ele passou de um casamento para outro, ganhando assim para si o título de al-Miṭlāq , 'o divorciado' ". Segundo ela, ele teria tido 60, 70 ou 90 esposas e 300 ou 400 concubinas. Essa vida de prazeres sensuais não parece, contudo, ter suscitado muita censura.  
Depois de citar a declaração de Veccia-Vaglieri, Madelung rejeita estes números como totalmente absurdos.  De acordo com Donaldson, os próprios xiitas reconhecem que Haçane teve sessenta esposas e numerosas concubinas, pois lemos que "as esposas com quem ele se casou legalmente eram sessenta, além de concubinas e esposas temporárias. Números com trezentas e novecentas também foram mencionados. Mas ele se divorciou de muitas delas.  Contudo, segundo seu neto Abdallah ibn Haçane, ele normalmente mantinha quatro esposas livres, o limite permitido pela lei islâmica.  Sharif al-Qurashi critica os relatos que afirmam os muitos casamentos de Hassan e os considera falsos. Ele acredita que é mais provável que Abu Ja'far al-Mansur tenha sido o primeiro a fabricar esse boato, posteriormente adotado por outros historiadores.  A razão por trás disso teria sido a revolta dos Haçaneids (descendentes de al-Haçane) que ameaçava derrubar seu governo. Por essa razão, ordenou que Abdullah bin al-Haçane fosse capturado.  Em seguida, dirigiu-se ao povo do Khurasan com um discurso em que amaldiçoou e e insultou o imã Ali e seus filhos, inventando que al-Haçane havia se casado com muitas mulheres. 

Madelung na Enciclopédia Iranica, confirma que Hassan teve muitos casamentos e divórcios na última década de sua vida, e que esta foi a razão para que lhe fosse atribuído o título de "'o Divorciado". No entanto, ele escreve: 
“Histórias e anedotas expandiram este tema e levaram a sugestões absurdas de que ele teve 70 ou 90 esposas durante sua vida e que manteve um harém de 300 concubinas”. 
ele também afirma:
“De acordo com as melhores fontes, os filhos de al-Haçane totalizavam sete ou oito meninos e seis meninas, de seis esposas e três concubinas nomeadas. Esses números eram, pelos padrões da nobreza coraixita —  tanto antes como no início do Islão — nada extraordinários e menores do que os de 'Uthman ou Marwan”. 
De acordo com Madelung, Muhammad al-Kalbi parece ter sido o primeiro a espalhar a afirmação de que o número de esposas de al-Haçane chegava a noventa. Posteriormente, o número de noventa esposas foi calculado por al-Madaʾini. Segundo Madelung, é seguro assumir que al-Mada'ini foi incapaz de nomear sequer uma única esposa de al-Haçane além das onze que ele realmente mencionou, e cinco dessas devem ser consideradas incertas ou altamente duvidosas.  Madelung também considera, Relata que Ali advertiu publicamente os Kufans para não darem suas mulheres em casamento a Haçane e que ele expressou receio de que os numerosos casamentos e divórcios de seu filho provocassem inimizade entre as tribos árabes, tornando-o uma figura não confiável. Morando na casa de seu pai, Haçane não estava em condições de celebrar casamentos que não fossem arranjados ou aprovados por ele. Evidentemente, Ali considerava esses casamentos como alianças políticas no interesse de sua liderança.  

### Crianças
Os historiadores divergem quanto ao número de de filhos de al-Haçane. Foram narradas as seguintes estimativas: Ibn 'Asakir: Doze filhos — oito meninos e quatro meninas; Al-Isti'ab: Quinze filhos — onze meninos e quatro meninas; Ibn Abi al-Hadid: Dezesseis filhos — onze meninos e cinco meninas; Al-Mufid: Dezenove filhos — treze meninos e seis meninas; Al-Nafha al-'Ambariya: Vinte filhos — dezesseis meninos e quatro meninas; Al-'Abdali: Vinte e dois filhos — quatorze meninos e oito meninas. 
Os historiadores concordaram unanimemente que nenhum dos filhos de al-Haçane teve descendência, exceto Zayd e al-Haçane. Al-Majjdi mencionou os nomes dos filhos, que são: Zayd, al-Haçane, al-Haçane al-Athram, Talha, Isma'il, Abdullah, Hamza, Ya'qub, 'Abd al-Rahman, Abu Bakr e 'Umar.  Outros filhos de Al-Haçane, segundo al-Zubayri, foram: al-Qasim e Abu Bakr, ambos morreram sem filhos e foram mortos junto com seu tio al-Husayn em Karbala'; 'Abd al-Rahman, morreu sem descendência; al-Husayn al-Athram, teve descendência apenas por meio de filhas. Al-Baladhuri menciona ainda outro filho, 'Abd Allah. No entanto, de acordo com Ibn 'Inaba, esse, Abd Allah seria o mesmo que Abu Bakr. Na lista de Abu Mikhnaf dos mortos em Karbala', entretanto, Abd Allah é mencionado separadamente de Abu Bakr.  As filhas mais mencionadas nas fontes são: Umm al-Khayr, Ramla, Umm al-Haçane, Umm Salama, Umm Abdullah. Al-Majjdi também mencionou que a mãe de Zayd, Umm al-Khayr e Umm al-Haçane era da tribo de al-Khazrajj. A mãe de al-Haçane era Khawla al-Fazariya, filha de Manzur. Seu tio paterno al-Husayn casou-o com sua filha Fátima. A mãe de ‘Umar era uma escrava. A mãe de al-Husayn também era uma escrava. A mãe de Talha era de triboTaym, de Quraysh.  As filhas de Al-Haçane com mulheres escravizadas incluem: Umm 'Abd Allah, casou-se com seu primo 'Ali ibn al-Husayn (Zayn al-'Abidin) e lhe deu vários filhos, incluindo o imã xiita Muhammad al -Baqir; Fátima, não se casou; Umm Salama, foi casada com Amr ibn al-Mundhir ibn al Zubayr ibn al-'Awwam, mas não teve filhos; e Ruqayya, que não se casou. 

## Aparência e características morais de Haçane

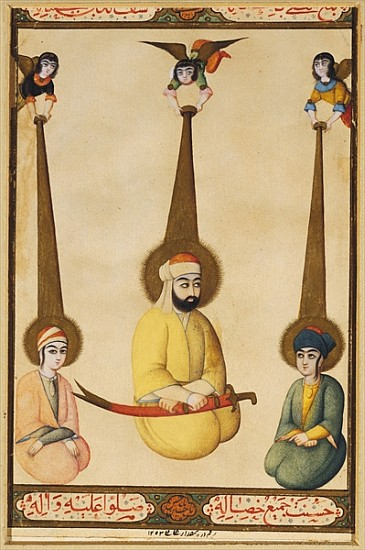
Os três primeiros imãs xiitas - Ali com seus filhos Haçane e Husayn, ilustração de um manuscrito Qajar, Irã, 1837-38

Este neto de Profeta era o que mais se parecia com ele.  Anas bin Malik disse: “Ninguém se parecia mais com o Profeta do que al-Haçane bin Ali.”  Diz-se que Haçane e Husain se assemelhavam tanto com o pai quanto ao avô, mas de maneiras diferentes. Haçane se assemelhava a Maomé da cintura para cima e a Ali abaixo da cintura; enquanto Husain se parecia com Ali na metade superior e com Maomé na metade inferior.  os tradicionalistas tambem mencionaram a forma de al-Haçane, que era semelhante à do seu avô. Segundo eles: “Ele era branco, de olhos pretos; tinha cabelos longos e grossos, membros excelentes, ombros largos, cabelo  encaracolado, barba espessa e pescoço branco como prata.” 
De acordo com Abu 'l-Faraj al-Isfahani, al-Haçane tinha um leve defeito de fala, herdado de um de seus tios. Apesar disso, algumas fontes acrescentam que ele era um bom orador; e vários de seus discursos foram preservados. Diz-se que ele foi um governante de temperamento brando, que nunca perdeu a compostura (ḥalīm), além de ser generoso e piedoso. Por piedade, realizava inúmeras peregrinações a pé.  Segundo relatos, ele realizou a peregrinação do Hajj até vinte e cinco vezes a pé, enquanto belos cavalos eram conduzidos atrás dele, demonstrando humildade e devoção.  A tolerância e o perdão de al-Haçane eram tão notáveis que, segundo Marvan, eram comparáveis às montanhas. 
Sempre que se lembrava da morte e da sepultura, al-Haçane chorava; e ao recordar o julgamento no Dia do Juízo, soltava um grito tão alto que caía inconsciente. Quando se lembrava do Paraíso e do Inferno, seu corpo se contorcia como o de alguém picada por uma cobra. Ele pedia a Deus o Paraíso e buscava proteção contra o Fogo. Quando realizava a ablução (wuduʾ) e se levantava para fazer as orações, seu corpo começava a tremer e seu rosto ficava pálido.  Três vezes ele compartilhou sua propriedade com Deus, ou seja, doou parte dela pela causa de Allah, e duas vezes abriu mão de toda a sua riqueza no caminho de Allah. Diz-se que o Imam al-Haçane foi o mais piedoso e o mais desatento de seu tempo e o mais desapegado dos ornamentos mundanos.  Em sua disposição interior e natureza, estavam presentes os traços mais elevadas da humanidade. Quem o via, o considerava grande; quem se associava a ele, era tratado com bondade, e quem — fosse amigo ou inimigo — ouvia seu discurso ou sermões,  tornava-se inteiramente atento, ouvidos com concentração até que ele concluísse. Maomé b. Ishaq disse: “Ninguém, exceto o Mensageiro, era superior a Haçane ibn Ali em status, nobreza e eminência”. 

## Haçane no Alcorão e Hadith

### no Alcorão

#### Al-Insān (homem)[96]
De acordo com a maioria das fontes xiitas e algumas fontes sunitas, os versículos 5–22 foram revelados em relação à família do Profeta: Ali ibn Abi Ṭālib, Fátima, Haçane e Husain. O relato, transmitido com ligeiras variaçãoes por al-Ṭabrisī, al-Qurṭubī, al-Ālūsī e outros, afirma que os filhos de Ali, Haçane e Husain, estavam doentes, e o Profeta, junto com um grupo de seguidores, foi visitá-los. Eles sugeriram que Ali fizesse um voto a Deus, suplicando por sua recuperação. Assim, Ali, Fátima e Fizzah, sua ajudante doméstica, juraram que se Haçane e Husain se recuperassem, jejuariam por três dias (segundo alguns relatos, Haçane e Husain também fizeram o mesmo voto). Depois de algum tempo, ambos se recuperaram. Portanto, a família jejuou no primeiro dia. Como precisavam urgentemente de comida, Ali pediu emprestada um pouco de cevada para quebrar o jejum, e Fátima transformou um terço dela em farinha e assou um pouco de pão. Quando se preparavam para quebrar o jejum naquela noite, uma pessoa indigente apareceu à sua porta e disse: “A paz esteja convosco, Família de Muhammad. Sou um muçulmano necessitado; por favor me dê um pouco de comida. Que Deus conceda a você, em espécie, o Sustento Divino.” Todos eles lhe deram sua parte. Naquela noite, eles só tinham água. No dia seguinte jejuaram novamente. Então um órfão apareceu à porta. Mais uma vez, perderam o pão e não comeram nada, apenas beberam água. No dia seguinte, jejuaram novamente. Então, um órfão apareceu à porta. Mais uma vez, doaram o pão e não comeram nada, apenas beberam água. No terceiro dia, jejuaram novamente. Desta vez, um cativo veio à casa deles, e eles repetiram sua caridade. No quarto dia, Ali levou Haçane e Husain consigo para ver o Profeta. Quando o Profeta os viu tremendo de fome, disse: “Lamento vê-los nesta condição”. Então levantou-se e caminhou com eles. Ao chegar em casa, encontrou Fátima orando. Seu estômago estava colado à espinha dorsal e seus olhos também estavam fundos. O Profeta foi profundamente comovido. Neste momento Gabriel desceu e disse: “Ó Muhammad, receba esta surata. Deus o parabeniza por ter uma família assim.” E então Gabriel recitou esta surata. 

#### Versículo de Mubahala

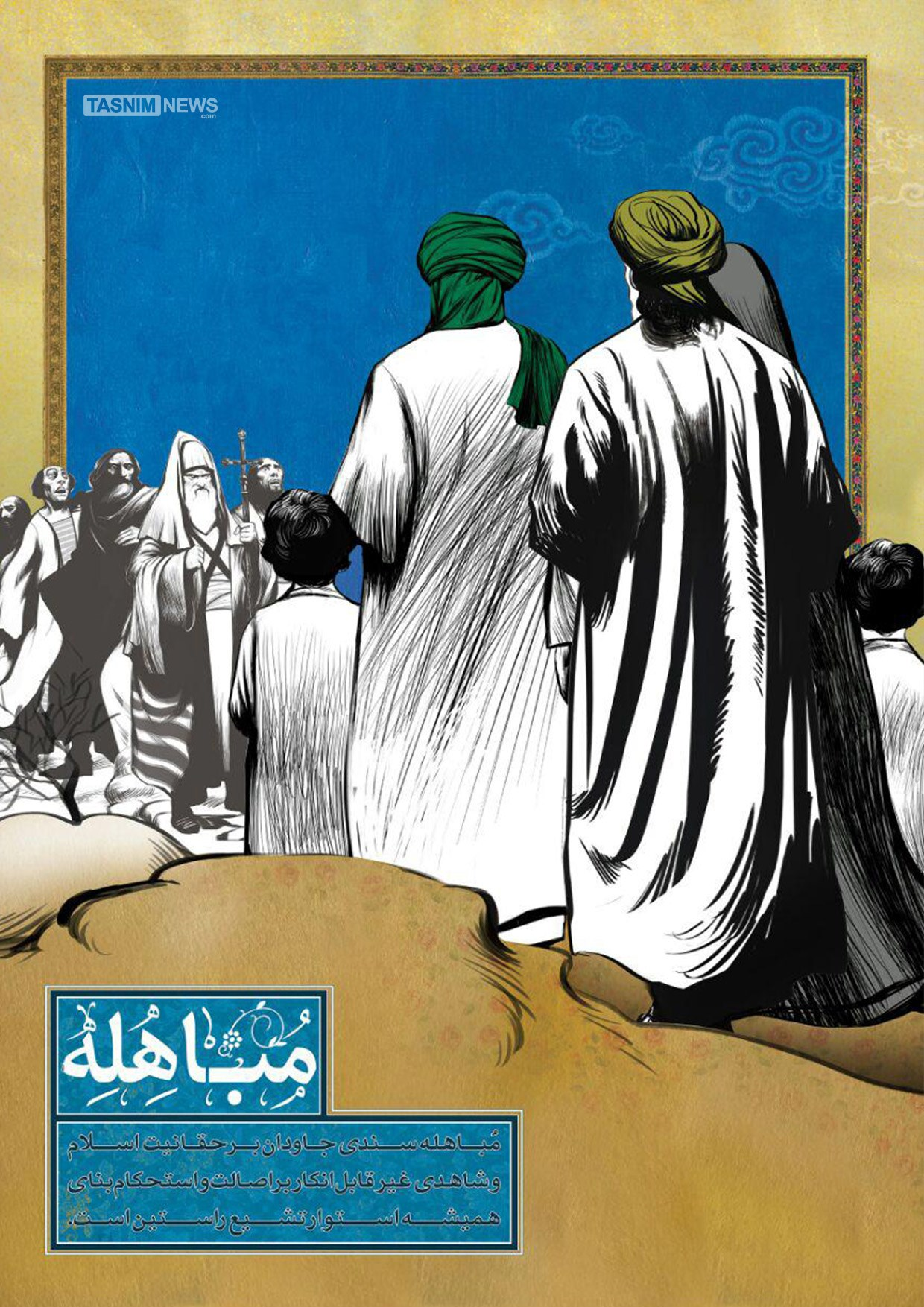
Cartaz de comemoração do dia de Mubaheleh

E a quem quer que discuta contigo sobre isso, depois do conhecimento que te chegou, dize: “Venha! Invoquemos nossos filhos e seus filhos, nossas mulheres e suas mulheres, nós mesmos e vocês mesmos. Então oremos fervorosamente, para lançar a maldição de Deus sobre aqueles que mentem.” 
Existem vários relatos sobre os detalhes do encontro, mas os elementos comuns à história são que, quando os cristãos se recusaram a abraçar o Islão e continuaram a manter suas crenças sobre Jesus, foram desafiados a lançar a maldição de Deus sobre os mentirosos, e os dois lados concordaram em se reunir no dia seguinte. Ao se retirarem, os cristãos consultaram-se entre si e concluíram que, visto que desejavam permanecer cristãos, nenhum benefício adicional poderia advir de aceitar esse desafio. Ou temiam a maldição de Deus sobre si mesmos, caso Maomé fosse, de fato, um verdadeiro profeta, ou temiam Maomé politicamente e não desejavam se tornar-se seus inimigos. Segundo alguns relatos, o Profeta saiu no dia seguinte com a sua filha Fátima e seus dois netos, Haçane e Husain. Outros relatos também incluem Ali, marido de Fátima e primo do Profeta, já que o versículo menciona que os filhos e as mulheres dos disputantes fariam parte do desafio. Em vez de entrar nesse desafio, os cristãos recusaram e, segundo algumas versões, disseram: “Buscamos refúgio em Deus!”. Então, o Profeta e a delegação de Najran chegaram a um acordo de que os Najranis se tornariam um povo sob tratado (dhimmī), permanecendo cristãos e administrando seus próprios assuntos, mas pagando uma indenização anual.   

#### A última passagem do versículo 33:33 diz:
Deus deseja apenas remover a contaminação de vocês, ó povo da casa, e purificá-los completamente. 
Segundo alguns comentaristas, "Povo da Casa" refere-se às esposas do Profeta. Outros comentaristas entendem-no como uma referência aos parentes consanguíneos do Profeta, e outros ainda dizem que se refere a ambos.  A esse respeito, no famoso “Hadith do Manto”, a esposa do Profeta, Umm Salamah, teria dito que o Profeta estava na casa dela quando disse à sua filha Fátima: “Chama teu marido. e teus filhos! Então Ali ibn Abi Ṭālib e seus filhos, al-Haçane e al-Husain, entraram e sentaram-se para comer, enquanto o Profeta estava sentado em sua cama, sobre uma capa. Ele agarrou a extensão da capa e cobriu-os com ela. Em seguida,  ergueu as mãos para o céu e disse: 
“Ó Deus, estas são as pessoas da minha casa e meus familiares mais próximos; remova a contaminação deles e purifique-os completamente.”
Umm Salamah relatou que, quando ela perguntou: “E eu estou contigo, ó Mensageiro de Deus?” ele respondeu: “Obterás o bem. Obterás o bem”. Com base nesse evento, alguns dizem que o Povo da Casa se aplica apenas àqueles que descendem do Profeta por meio de Fátima e Ali.   

#### O Versículo da Luz (Āyat al-Nūr)
Deus é a Luz dos céus e da terra. A parábola de Sua Luz é um nicho onde há uma lâmpada. A lâmpada está em um vidro. O vidro é como uma estrela brilhante acesa em uma oliveira abençoada, nem do Oriente nem do Ocidente. Seu óleo quase brilharia, mesmo que nenhum fogo o tivesse tocado. Luz sobre luz. Deus guia para Sua Luz quem Ele deseja, e Deus apresenta parábolas para a humanidade, e Deus é Conhecedor de todas as coisas. 
Este é um dos versículos mais famosos e frequentemente recitados do Alcorão, que dá nome a esta surata. “Luz” é considerada um Nome de Deus.  Para alguns xiitas, o nicho simboliza Fátima, a filha do Profeta, enquanto a lâmpada representa Haçane e Husain, e “luz sobre luz” refere-se à sucessão de Imames que foram sua descendência. 

#### Versículo de Mawadda
Isto é o que Deus dá boas novas aos Seus servos, aqueles que acreditam e praticam obras justas. Diga: “Não peço de você nenhuma recompensa por isso, exceto afeto entre parentes”. 
Comentando este versículo, os comentaristas são novamente unânimes em sua opinião de que a palavra parentes (al-qurba) se refere aos parentes de Maomé – Fátima, Ali, Haçane e Husayn.   O único ponto de discórdia surge no fato de que os comentaristas sunitas incluem as esposas do Profeta, enquanto os escritores xiitas não. 

#### O povo do Lembrete (ahl al-Dhikr)
Diz no Alcorão: “Pergunte ao ahl al-dhikr (aqueles que sabem) se você não sabe” .
Quem são os ahl al-dhikr? Este versículo instrui os muçulmanos a se referirem às pessoas que possuem conhecimento das questões que os deixam perplexos, para que possam discernir o caminho da verdade, pois Deus, tendo-os instruído, os nomeou para esse propósito específico. Seu conhecimento e profundamente enraizado, e eles sabem como interpretar o Alcorão. Este versículo pode ter sido revelado para apresentar a família da casa (a ahl al-Bayt) do Profeta. Eles são o Profeta Muhammad, Ali, Fátima, Haçane e Husayn — e, possivelmente, seus sucessores. Existem tradições aceitas na escola xiita que sustentam essa interpretação.  Embora esta seja uma visão predominantemente xiita, o comentarista sunita Ibn Kathīr também concorda com a identificação do Povo do Lembrete como a família do Profeta.(ahl al-bayt) 

### As Tradições do Profeta
Algumas tradições foram narradas pelo Profeta a respeito de seu neto mais velho. Essas tradições exaltam sua elevada posição e indicam o amor sincero que o Profeta demonstrou por ele. Elas podem ser agrupadas em três categorias: O primeiro grupo é em respeito a ele. O segundo grupo diz respeito a ele e a seu irmão. O terceiro grupo refere-se à sua familiar como um todo. É bem sabido que al-Haçane está entre os seus devotos do Profeta, por isso, essas tradições o incluíram. Esses grupos de tradições foram mencionados em diversas fontes autênticas, confirmadas por múltiplas cadeias de transmissão, ao ponto de se tornaram amplamente aceitas e indiscutíveis. 

##### O Primeiro Grupo
Várias tradições foram narradas pelo Profeta a respeito de seu neto al-Haçane. Mencionaremos alguns deles a seguir:

1. Al-Barra’ bin ‘Aazib narrou dizendo: 
“Eu vi o Profeta carregando al-Haçane em seu ombro e dizendo: ‘Ó Allah, eu o amo; portanto, ama-o também.’” 
2. A’isha narrou, dizendo: 
“O Profeta pegou al-Haçane e o abraçou, e então ele disse: ‘Ó Allah, este é meu (grande) filho; e eu o amo. Portanto, ame-o e ama aqueles que o amam”. 
3. Abu Bakra narrou, dizendo:
“Eu vi o Apóstolo de Allah sentado no púlpito, e al Haçane bin Ali estava (sentado) ao lado dele. Ele às vezes olhava para as pessoas e às vezes para ele. Ele disse: “Este meu filho é um Sayyid (mestre). Talvez, por meio dele, Allah estabeleça a paz entre dois grandes grupos de muçulmanos.” 
4. Abdullah bin Abdurrahman bin al-Zubayr narrou, dizendo: 
“A pessoa mais parecida com ele na família do profeta e a mais amada por ele era al-Haçane. Eu vi al-Haçane vir e montar no pescoço do Profeta enquanto ele se prostrava em oração. O Profeta não o fez cair até que ele mesmo descesse. Eu o vi se curvar e abrir as pernas para deixá-lo passar para o outro lado.” 
5. O Profeta disse: 
“Se alguém quiser se encantar ao olhar para o mestre dos jovens do Paraíso, que olhe para al-Haçane.” 

##### O Segundo Grupo
1. Sa'eed bin Rashid relatou, dizendo: 
“Al-Haçane e al-Husayn vieram caminhando até o Apóstolo de Allah. Ele pegou um deles e pressionou-o contra uma axila, e então pegou o outro e o apertou contra a outra axila. Ele disse: ‘Eles são meus dois queridos. Quem me ama,que os ame também.’”  
2. Ibn Umar relatou, dizendo: 
“O Apóstolo de Allah disse: ‘Al-Haçane e al-Husayn são os dois mestres dos jovens do Paraíso, e o pai deles é melhor do que eles.” 
3.
“Al-Haçane e al-Husayn são dois Imames, quer se levantem ou permaneçam sentados.” 

##### O Terceiro Grupo

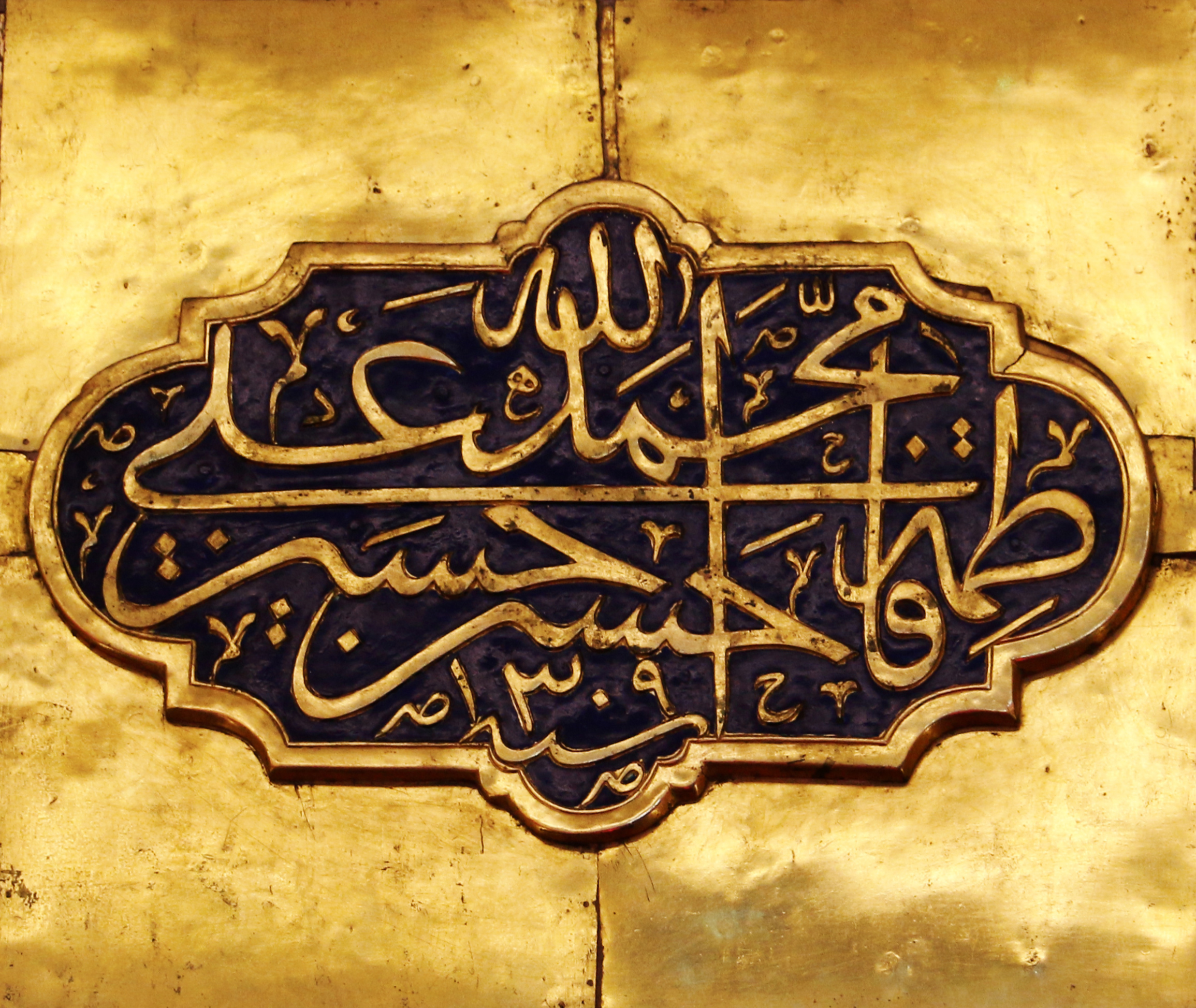
Nomes do Ahl al-Kisa, inscritos no santuário de Abbas ibn Ali, localizado em Karbala, Iraque

1. Zayd bin Arqam narrou que o Apóstolo de Allah disse a Ali, Fátima, al-Haçane e al-Husayn:
“Eu luto contra aquele contra quem você lutam e faço as pazes com aquele com quem você fazem as pazes.” 
2. Ahmed bin Hanbal narrou que o Profeta pegou al-Haçane e al-Husayn pelas mãos e disse:
“Quem me ama e ama estes dois (netos meus), seu pai e sua mãe, estará comigo na minha posição no Dia da Ressurreição.” 
3. Abu Sa'eed al-Khidri narrou:
“Ouvi o Profeta dizer: 'A semelhança da minha família entre vocês é como a Arca de Noé: quem nela  embarca é salvo, e quem dela se afasta é afogado. E a semelhança da minha casa entre vós é como a Porta da Salvação dos Israelitas: quem entra por ela será perdoado”. 
4. O Profeta também disse: 
“Considerai a minha família entre vós como considerais a cabeça em relação ao corpo e os olhos em relação à cabeça, pois a cabeça é guiada pelos olhos.” 
5. Zayd bin Arqam narrou: 
“O Apóstolo de Allah disse: ‘Deixei entre vocês aquilo que, se seguirem, jamais se desviarão após mim; um é maior do que o outro; O Livro de Allah, uma corda estendida do céu à terra – e minha família, minha casa. Esses dois jamais se separarão até que voltem a mim junto ao Lago (al-Ḥawḍ); portanto, vede como os tratardes após mim.’”  esta tradição é chamada de Tradição de al-Thaqalayn.
Certamente a Tradição de al-Thaqalayn está entre as tradições proféticas mais confiáveis e conhecidas. Os estudiosos religiosos sempre a tomaram com grande atenção, pois contém um elemento fundamental da fé islâmica. Além disso, é uma das tradições mais evidentes das quais os xiitas se baseiam para limitar o Imamato ao Ahl al-Bayt, que são considerados protegidos de erros e desvios. Isso porque o Profeta os comparou ao Livro Sagrado de Allah, sobre o qual está dito que a falsidade não pode se aproximar dele, nem pela frente nem por trás; assim, os dois jamais se separarão. 

## Opiniões das Escolas ]slâmicas sobre Hassan

### Islã Sunita
A literatura de hadith sunita do século III/IX preserva inúmeras opiniões diferentes sobre quais califas foram considerados como guiados e justos.  Esses califas eram entendidos, de forma mais ampla, como os sucessores do Profeta Maomé (como chefe de Estado), cujas palavras e ações eram como confiáveis exemplares em termos de crença e conduta. Há apoio, nessa tradição, para diversas interpretações: 
- Uma teoria que reconhece apenas dois califas como guiados: Abu Bakr e Umar;
- Outra que acrescenta Uthman aos dois anteriores;
- E uma terceira que inclui também Ali, totalizando os quatro conhecidos como al-Khulafā' al-Rāshidūn (os califas bem guiados).

Algumas variantes, no entanto, conferem honras parciais a Uthman ou a Ali, refletindo debates históricos sobre suas políticas e papéis na comunidade islâmica. 
Há também certa ambiguidade em relação ao califado de al-Haçane ibn Ali. O relato de hadith conhecido como ḥadīth de Safina, que menciona que o verdadeiro califado duraria trinta anos, apresenta variações: por vezes afirma que o califado de Ali durou seis anos, e por vezes omite esse detalhe. Ali foi aclamado como califa no ano 35/656 e foi assassinado em 40/661, Assim, contar seis anos completos para Ali (de 656 a 661) implicaria, naturalmente, a inclusão do califado de al-Haçane no total de trinta anos, desde a ascensão de Abu Bakr em 11/632. Um dos argumentos apresentados para sustentar a legitimidade do califado de al-Haçane é justamente esse hadith profético, segundo o qual o verdadeiro califado, fiel ao espírito do governo profético, duraria trinta anos. isso abrangeria os o períodos dos califados de Abu Bakr, Umar, Uthman, Ali e também al-Haçane.   Além disso, Umar ibn Abd al-Aziz (r. 99–101 / 717–720) é, por vezes mencionado como um dos três califas corretamente guiados. 
Embora Haçane tenha evitado uma solução militar sangrenta para o conflito abdicando em favor de Moáuia, sua ação não curou completamente a divisão dentro da comunidade muçulmana.  Mais tarde, quando os primeiros acontecimentos do Islã começaram a ser registados de forma sistemática, tanto historiadores quanto tradicionalistas sunitas e xiitas interpretaram a decisão de Haçane como um "ato meritório" por meio do qual ele teria reconciliado as partes opostas. O ano de sua abdicação ficou conhecido como Am al-Jama'a (o Ano da Unidade), e uma tradição atribuída ao Profeta afirma: "Este meu filho é um senhor (sayyid), e ele unirá dois ramos dos muçulmanos." Essa tradição reflete os esforços históricos da segunda metade do primeiro século e do início do segundo século, período em que um "corpo central", da comunidade muçulmana — a Jama'a — começou a emergir de um cenário de confusão e conflito. A tradição ilustra a tendência política e religiosa de construção da unidade por meio de sínteses conciliadoras. Os xiitas defenderam assim a ação de Haçane contra os extremistas, que o criticavam por sua abdicação; Por outro lado, os sunitas também aceitaram essa  explicação, pois ela se alinhava com os seus objetivos de reconciliação entre os dois principais grupos da época: o partido de 'Uthman, agora representado por Moáuia, e o partido de Ali, simbolizado por Haçane. Esse "corpo central" que buscava a unidade da umma, mais tarde passou a ser conhecido como al-Jama'a — muitas vezes traduzido como a corrente ortodoxa do Islã — rotulando como "sectário" aqueles que não aceitavam essa síntese ou se recusavam a reconciliar-se com ela. 

### Islã xiita
Apesar de sua abdicação do califado, Haçane  ibn Ali continuou a ser considerado o líder, ou Imam, dos xiitas após a morte de seu pai, Ali ibn Abi Talib. Mesmo, entre os xiitas que criticaram sua decisão de abdicar em favor de Moáuia, nunca houve dúvidas de que Haçane havia sido nomeado por seu pai como sucessor na posição de Comandante dos Fiéis (Amīr al-Muʾminīn). Embora os detalhes formais da doutrina do imamato tenham, sem dúvida sido elaborados mais tarde, permanece o fato de que, enquanto Haçane estava vivo, ele foi considerado tanto pelos xiitas como por todos os membros da família como o chefe da casa de Ali e do Profeta. Isso foi suficiente para que os xiitas, ao longo de sua história, o considerassem o segundo Imam depois de Ali.  As prerrogativas que lhe atribuem na qualidade de Imam são as mesmas dos demais Imames de suas linhagens (a diferenciação das linhagens ocorre a partir de um Imam posterior); assim, as questões relativas à impecabilidade, infalibilidade, etc. não o preocuparam pessoalmente. 
De todos os doze imames xiitas, Haçane é aquele que foi mais menosprezado duramente pelos historiadores ocidentais. Ele foi ridicularizado por ter desistido do califado para Moáuia sem lutar. Foi descrito como uxório, pouco inteligente, incapaz e amante do luxo. Essa dura crítica é rejeitada pelos historiadores xiitas. que salientam que a abdicação de Haçane não foi um ato de débil, mas sim um ato realista e compassivo.  De acordo com os xiitas, a abdicação foi o único curso de ação realista aberto a Haçane e evitou derramamento de sangue inútil.  Veccia Vaglieri sugere que os xiitas vêem a abdicação de Haçane à luz de seu distanciamento piedoso.  A infalibilidade (isma) de Haçane, no Islão xiita, justifica ainda mais o seu curso de acção. 
a doutrina xiita do Imamato explica que o Imamato é uma prerrogativa concedida por Deus a uma pessoa escolhida, da família do Profeta, que antes de sua morte e com a orientação de Deus, transfere o Imamato para outro por uma designação explícita (Nass).  Sob a autoridade de Nass, portanto, o Imamato está restrito, independentemente de quaisquer circunstâncias políticas, a um indivíduo definido entre todos os descendentes de Ali e Fátima, quer ele reivindique o governo temporal para si ou não. Naturalmente, a transferência do Imamato por meio de Nass seria incompleta e sem sentido, a menos que pudesse ser rastreada até a pessoa de Ali, a quem o cargo de Imamato deveria ter sido confiado pelo próprio Profeta. Os Nass assim iniciados pelo Profeta, desceram de Ali para Haçane, de Haçane para Husayn e, então permaneceram estritamente na linhagem de Husayn. 

#### Milagres
As histórias dos milagres realizados pelos Imames são aceites como autênticas pela grande maioria dos xiitas e são registadas detalhadamente em seus livros mais populares como provas convincentes da autoridade que os Imames exerciam.  A Muhammad Bakir são atribuídos trinta e um desses milagres. (Do-116) De acordo com Donaldson, há um número menor de milagres atribuídos a Haçane do que à maioria dos outros Imames. Existem apenas dezesseis mencionados.  mas Veccia Vaglieri discorda e diz que ele está enganado quando diz que o número de milagres de al-Haçane está limitado a dezesseis.  Alguns dos milagres atribuídos a Hassan são os seguintes:
1. Um dia, Haçane estava em um bosque com um dos filhos de Zubair. A criança desejava tâmaras. Não havia nenhuma na árvore, mas Haçane rezou e a árvore produziu tâmaras maduras imediatamente. 
2. Quando desafiado a fazer algo incomum, certa vez ele ressuscitou os mortos. Em outra ocasião, ele permitiu que seu desafiante visse três homens acorrentados a uma rocha, de cujas fendas jorrava fogo. Os três (isto é, Abu Bakr, Umar e Uthman) estavam sofrendo punição por não terem reconhecido o direito de Ali. 
3. Em Medina, certa vez ele deixou cair o chicote, e um homem negro trouxe de volta. Em troca dessa gentileza, ele orou pelo homem, cuja pele ficou imediatamente branca. 
4. Um certo Zabir de Jufa se opôs à paz de Haçane com Moáuia. Em resposta ao seu protesto, Haçane contou-lhe sobre a tradição em que o Profeta havia dito, "Meu filho é um príncipe, através de quem o Senhor unirá dois partidos rivais dos muçulmanos." Mas o homem parecia não estar convencido. Então Haçane fez um movimento e emitiu um som, e eis que o próprio Profeta apareceu diante deles. Haçane, então, apelou para ele, e o Profeta disse a Jabir para acreditar que o Imam estava certo no que havia feito. Ali, Hamza e Ja'far apareceram junto com o Profeta, e, enquanto Jabir observava, viu todos eles subirem ao céu. 
5. A confusão de outro que duvidava foi provocada milagrosamente, quando o homem em questão disse, ridicularizando Haçane: "Ore para que eu possa ser transformado em mulher e minha esposa em homem." Haçane ficou irritado e levou sua palavra a sério. Ele orou exatamente por isso — e assim aconteceu. Depois de algum tempo, porém, os dois voltaram arrependidos, e foram restaurados ao seu estado anterior. 
6. Um homem enviado por Moáuia foi fazer perguntas difíceis a Haçane. Perguntou-lhe primeiro: “Qual é a diferença entre a verdade e a loucura?” Haçane respondeu: “A diferença entre a verdade e a loucura é a largura de quatro dedos” (isto é, a distância entre o olho e a orelha). 